# ザウバー
ザウバー・モータースポーツ（Sauber Motorsport AG）は、スイスに本拠地を置くレーシングチーム。1970年にペーター・ザウバーが創設。
F1には、ザウバー名義で1993年から2018年まで参戦。2005年に組織を「BMW」（後のBMWザウバー）に売却し、2009年に買い戻すまでの空白期間がある。2019年から2023年まで、ネーミングライツによりコンストラクター「アルファロメオ・レーシング」（Alfa Romeo Racing）のエントリーで参戦（同期間の活動はアルファロメオ・レーシングを参照）。2024年からはコンストラクターを「キック・ザウバー」、チームエントリーでは「ステークF1チーム」の名称を使用する。

## 概要

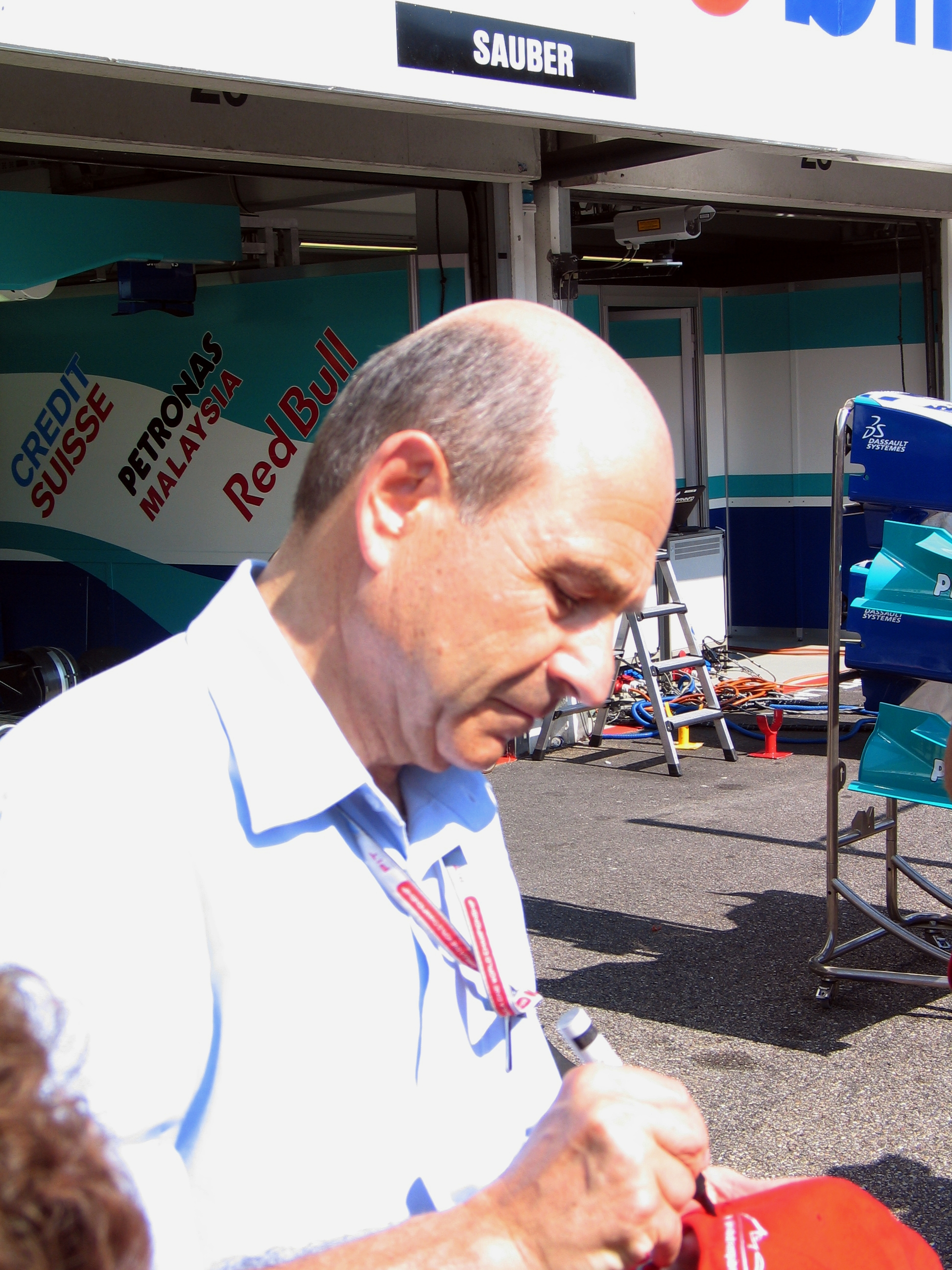
チーム創設者ペーター・ザウバー

長らくタイムアタック競技以外のモータースポーツが禁止されていたスイスでは、レベリオン・レーシングと並んで数少ない有力レーシングコンストラクターである。モータースポーツ産業が栄えているイギリスを中心に活動するF1チームが多い中で、創設者の地元であるスイスに拠点を構えてF1活動を続けている。1993年のF1参戦以来、F1コンストラクターズ選手権の最高成績は4位（2001年）となっている。
ザウバーの歴史は、資本力をもつ大手自動車メーカーとのパートナーシップの歴史でもある。耐久レース時代はメルセデスのワークスとしてスポーツカー世界選手権（WSPC）とル・マン24時間レースを制覇。F1ではメルセデスとの関係解消後、フェラーリからカスタマーエンジン供給を受け、ジュニアチーム的存在であった。2006年にはBMWにチームを売却し、「BMWザウバー」として参戦。BMW撤退後は2010年よりプライベーターに戻り、再びフェラーリエンジンを搭載している。2018年は「アルファロメオ」のネーミングライツの形で、翌2019年からはアルファロメオの名でエントラントを登録し、「アルファロメオ・レーシング」（2022年-2023年は「アルファロメオF1チーム」）として活動したが、2022年10月にアウディへのチーム売却が決まったため、アルファロメオとの提携は翌2023年で終了した。2026年からアウディのフルワークスチームとして参戦を開始するまでの2年間（2024-2025年）はスポンサー名を含む「キック・ザウバー」として参戦する。
経営面においてもレッドブルやペトロナス、テルメックス、アルファロメオといった国際的企業をスポンサーとして手堅いチーム運営を行い、（BMWのワークス参戦も含めて）プライベーターチームとして長年参戦し続けている。ザウバーの参戦期間だけ見ても、先輩となるF1チームではロータス、アロウズ、ラルース。後輩となるチームではシムテック、パシフィック、フォルティ、スーパーアグリ、HRT、ケータハム、ヴァージン・レーシングなどのプライベーターチームが資金難に追い込まれて消滅した。また、成績面でザウバーを上回った記録もあるティレル（BAR、ホンダ、ブラウンGPを経て2010年からメルセデスのワークスチームとして参戦）とジョーダン（ミッドランド、スパイカー、フォース・インディア、レーシング・ポイントを経て2021年からはアストンマーティンとして参戦）、ワークスチームでもあったスチュワート（2000年からジャガー、2005年からはレッドブルとして再出発）、小規模チームながらもドライバーの発掘という点で知名度があったミナルディ（トロ・ロッソ、アルファタウリ、RBを経て2025年以降はレーシングブルズとして参戦）らは、完全消滅こそ回避したものの、最後は身売りという形で歴史を終えている。
マシン開発やレース戦術においてもコンサバティブな傾向を持つが、ドライバーに関してはハインツ＝ハラルド・フレンツェン、キミ・ライコネン、フェリペ・マッサ、小林可夢偉、セルジオ・ペレス、シャルル・ルクレール等実績の少ない新人を起用して成功を収めている。ロバート・クビサやセバスチャン・ベッテルと言ったドライバーもBMW時代に才能を見出だされ、ミハエル・シューマッハも耐久レース時代に所属していた。また、ニック・ハイドフェルドやジャンカルロ・フィジケラといったF1シートを失いかけていたドライバーを起用し、彼らの躍進につながったケースもある。
また、マシン開発に重要な風洞設備だが、スイスのヒンウィルに建設された施設は、自動車用としては世界有数の性能であり、フルスケールのマシンを検証可能な設備であったことから完成時は高い評価を得ていた（ただ、初期はトラブルが続いて本格稼働まで時間がかかった）。一方でBMW時代に受けた投資によって設備の改修は行われたものの、年数の経過による老朽化はある。
大型の風洞設備を持っていることには変わりなく、これのレンタル費用はチームの収入源となっており、これも消滅を回避することができた一因でもある。2020年代に入ると、FIA 世界耐久選手権（WEC）に参戦するLMH/LMDh車両のホモロゲーションをザウバーの風洞で行うことが義務付けられ、新たな収入源となっている。
ほか、F1だけでなくスイスF3用の車両も製作している。

## 耐久レースでの活躍

### チーム創設
1955年のル・マン24時間レースにおいて発生した大惨事の影響でスイス国内におけるサーキットレースが禁止されていたため、参戦までには多くの障害があった。
1970年、アマチュアレーサーだったペーター・ザウバーはヒルクライムに参戦するため、自宅の地下室でザウバー・C1を製作。ヒンウィルにガレージを開設し、正式にチーム活動を開始した。
1973年、ザウバーはドライバーを引退し、シャシーコンストラクターに専念する。ザウバーの活躍に目をつけた出資者から融資を得て、ザウバー・C3を3台製作。ギ・ボワザンによって設計されたこの車はスイスのスポーツカー選手権で活躍することになる。1974年、フリードリヒ・ヒュルツェラーがヒルクライムレースでC1を駆って優勝を果たした。

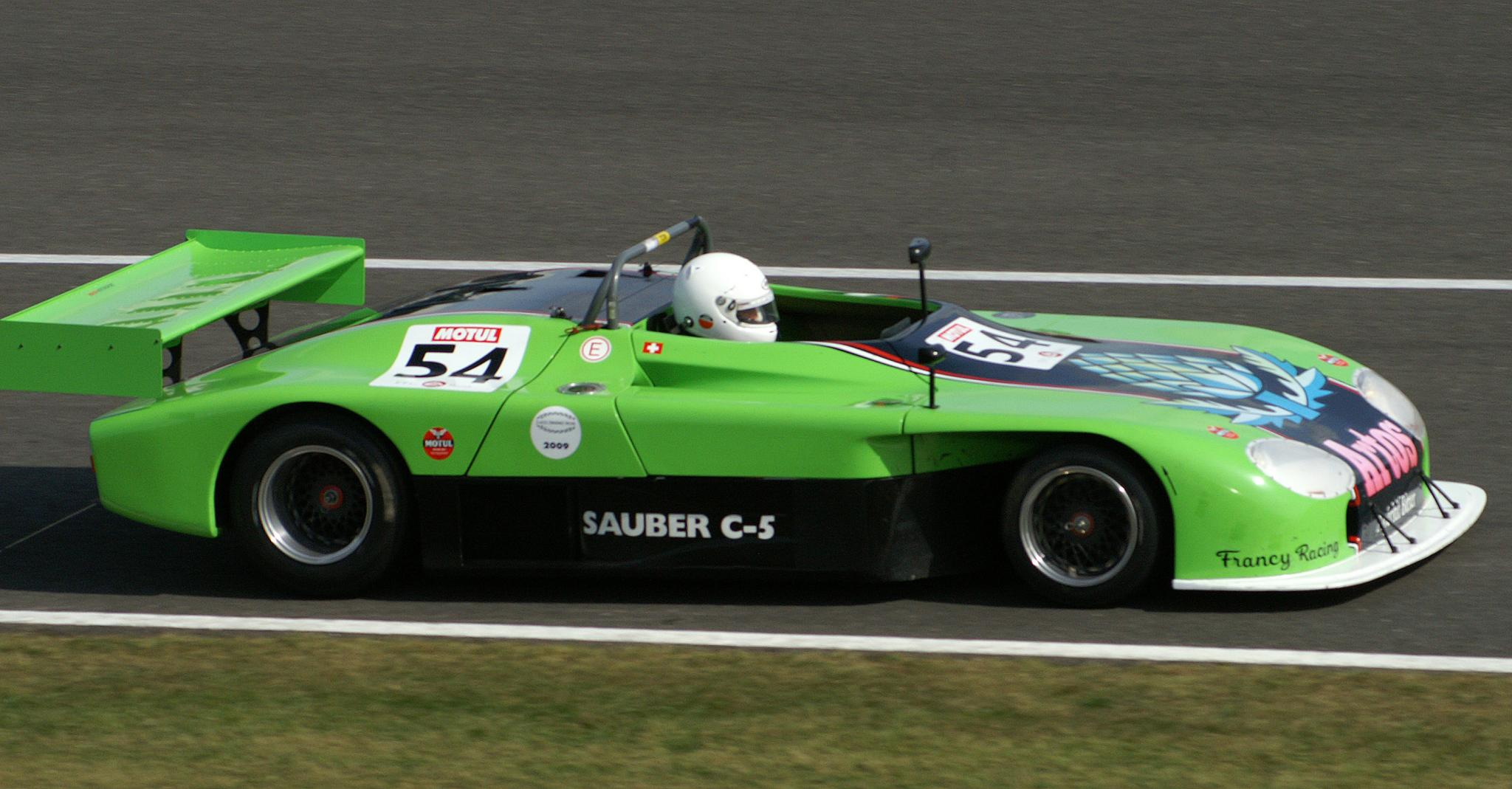
ザウバー・C5。ザウバーの車体の中でも最高傑作と言われる。

1975年には自社初のモノコックシャシーとなるザウバー・C4を製作。1976年にはBMWエンジンを搭載するザウバー・C5を製作し、同年のインターセリエでヘルベルト・ミューラー (Herbert Müller) がシリーズチャンピオンを獲得した。
1977年にはル・マン24時間レースに初挑戦。翌1978年のル・マンでは、2リッタークラス2位を獲得した。
一時期スポーツカーレースから離れ、1979年にはローラのF3用シャシーを製作し、同年のスイスF3選手権では1位（ビート・ブラッター）、2位、4位を占めるという成績を収めた。1980年から1981年にかけてはプロカー選手権 (BMW M1 Procar Championship) 用のBMW M1の開発に携わった。
1982年、コスワースDFLエンジンを搭載するグループCマシン、ザウバー・SHS C6を製作し、GSスポーツとジョイントして世界耐久選手権に参戦。C6はチーム初の風洞施設による設計であり、テクニカルディレクターとしてレオ・レスが参画した。1983年にはBMWエンジンを搭載するザウバー・C7を製作した。

### メルセデスとの提携
1985年、ザウバー・C8の開発にあたり、メルセデス・ベンツから市販ベースのターボエンジンの供給を受けた。奇しくも先述の1955年のル・マンの大惨事によって30年間レースから遠ざかっていたメルセデスを、同事故によってレースから遠ざかっていたスイスのモータースポーツチームが呼び戻したことになる。デビュー戦のル・マン24時間レースでは予選中にユノディエール・ストレートでマシンが宙を舞い、決勝出走を断念した。
1986年、世界スポーツプロトタイプカー選手権にC8を本格投入し、第7戦ニュルブルクリンク1000kmにて初優勝を遂げた。
1987年、さらに進化したザウバー・C9を開発。1988年にはメルセデスが正式にモータースポーツに復帰することを発表し、チーム名を「チーム・ザウバーメルセデス」とした。これによりザウバーはワークス・チームとなり、選手権開幕戦より優勝を果たすなど11戦中5勝を挙げ、チームズランキング2位を獲得した。

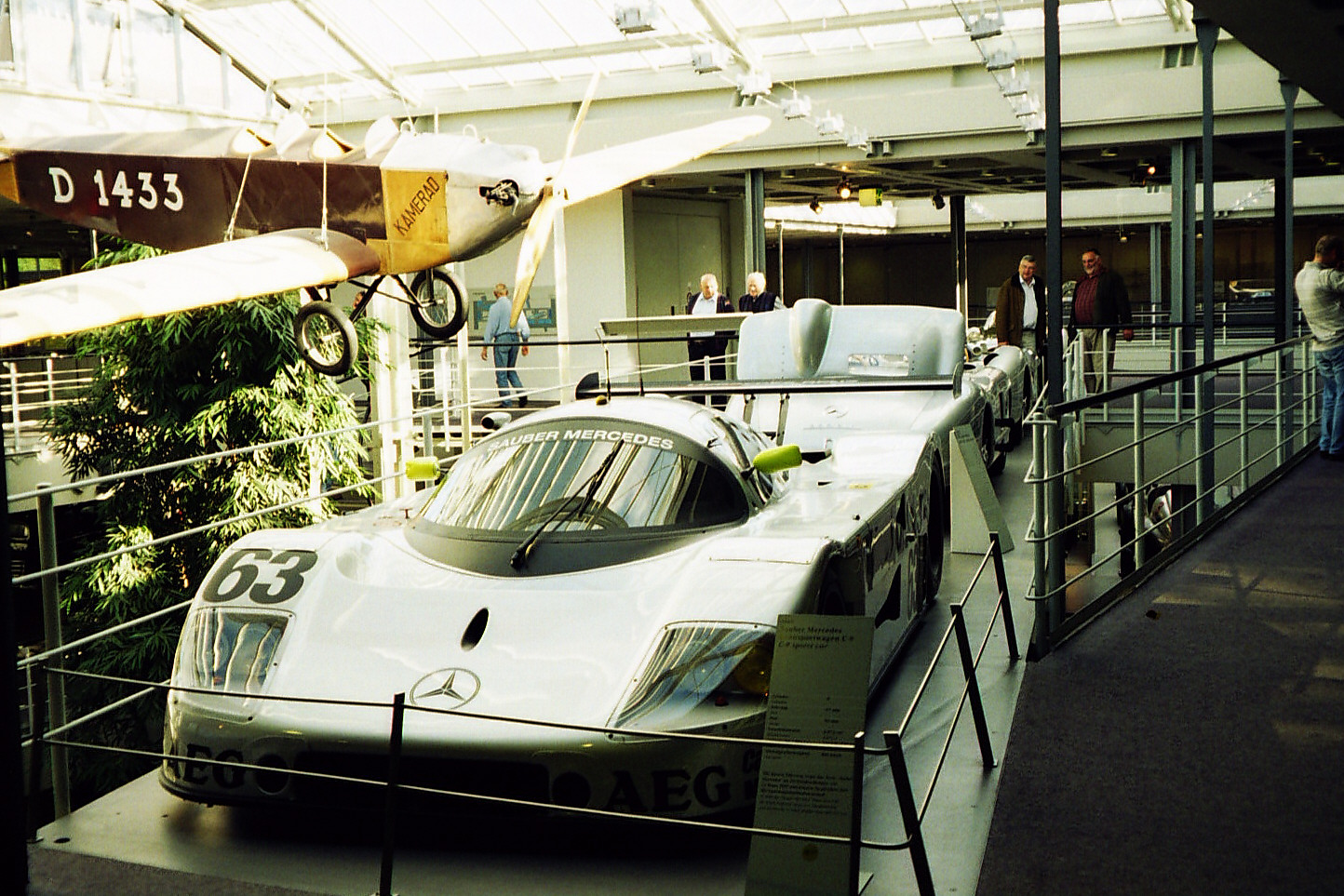
1989年のル・マン24時間レースにて優勝を果たしたザウバー・C9。

1989年、C9は開幕戦鈴鹿で1-2フィニッシュを挙げ、世界三大レースの1つであるル・マン24時間レースにも優勝。同年の選手権8戦中7勝という圧倒的な強さを見せ、ドライバーズとチームズのダブルタイトルを制覇した。
1990年もメルセデスベンツ・C11を投入して9戦中8勝、ル・マン優勝こそジャガー・XJR-12に譲ったものの、世界スポーツプロトタイプカー選手権連覇。また、前年のドイツF3選手権のランキング上位3名（カール・ヴェンドリンガー、ハインツ＝ハラルド・フレンツェン、ミハエル・シューマッハ）を採用し、ヨッヘン・マスらベテランと組ませて交替で参戦させた。この「メルセデス・ジュニアチーム」はメルセデスのレースディレクターであるヨッヘン・ニアパッシュが計画したもので、若手ドライバーの起用に難色を示していたザウバーも彼らの才能を認めることになった。
1991年はエンジンレギュレーション変更に合わせNAエンジンのメルセデスベンツ・C291を投入したが、信頼性不足で1勝（ランキング3位）に終わり、この年を以って耐久レースでの活動を終了した。ペーター・ザウバーは「私はスポーツカーレースとともに生まれ、ともに死ぬことを望んでいた」「しかし、メルセデスがF1の計画を研究するよう言ってきたときには、ほかに方法がないのだと理解した」と語っている。

## F1参戦

### 1990年代

#### 1991年 - 1992年 参戦準備
ザウバーはF1転向に向けて準備を進め、ティレルからデザイナーのハーベイ・ポスルスウェイトを招いてニューマシンの設計を任せた。また、1991年シーズン中にはドライバー候補のカール・ヴェンドリンガーとミハエル・シューマッハを一足先にF1チームへと送り込んだ。
しかし、1991年11月28日にダイムラー・ベンツはF1へのワークス参戦を行わないと発表した。ザウバーは代わりに資金援助と技術支援を受け、プライベートチームとして計画を続行することになる。ポスルスウェイトはザウバー・C12の基礎デザインを残してフェラーリへと移籍した。
1992年2月、ザウバーは1993年からのF1参戦を表明し、ヴェンドリンガーとシューマッハを起用することを発表した。しかし、シューマッハが所属するベネトンは彼と結んだ1995年までの契約の有効性を主張し、交渉の結果、ザウバーはシューマッハがベネトン残留を希望しているという意思を尊重。代表のペーター・ザウバーは「（シューマッハは）我々のためにドライブしたくないと言っていた。ならば、それを強いることはできなかった。」と語った。このため1993年の正ドライバーとしてヴェンドリンガーとJ.J.レートの2名と契約した。
1992年9月にはC12のシェイクダウンを行い、オフシーズンテストではウィリアムズに次ぐタイムを記録した。エンジンはメルセデスが資本協力するイルモアエンジンを「ザウバーV10」として搭載。漆黒のマシンのエンジンカバーには"Concept by Mercedes-Benz"の文字が記され、グッドイヤータイヤの5チームの優遇枠（レース・テストを問わずタイヤの無償かつ無制限供給）に選ばれるなど、デビュー前からルーキーチームらしからぬ存在感を放った。

#### 1993年 - 1994年 初参戦

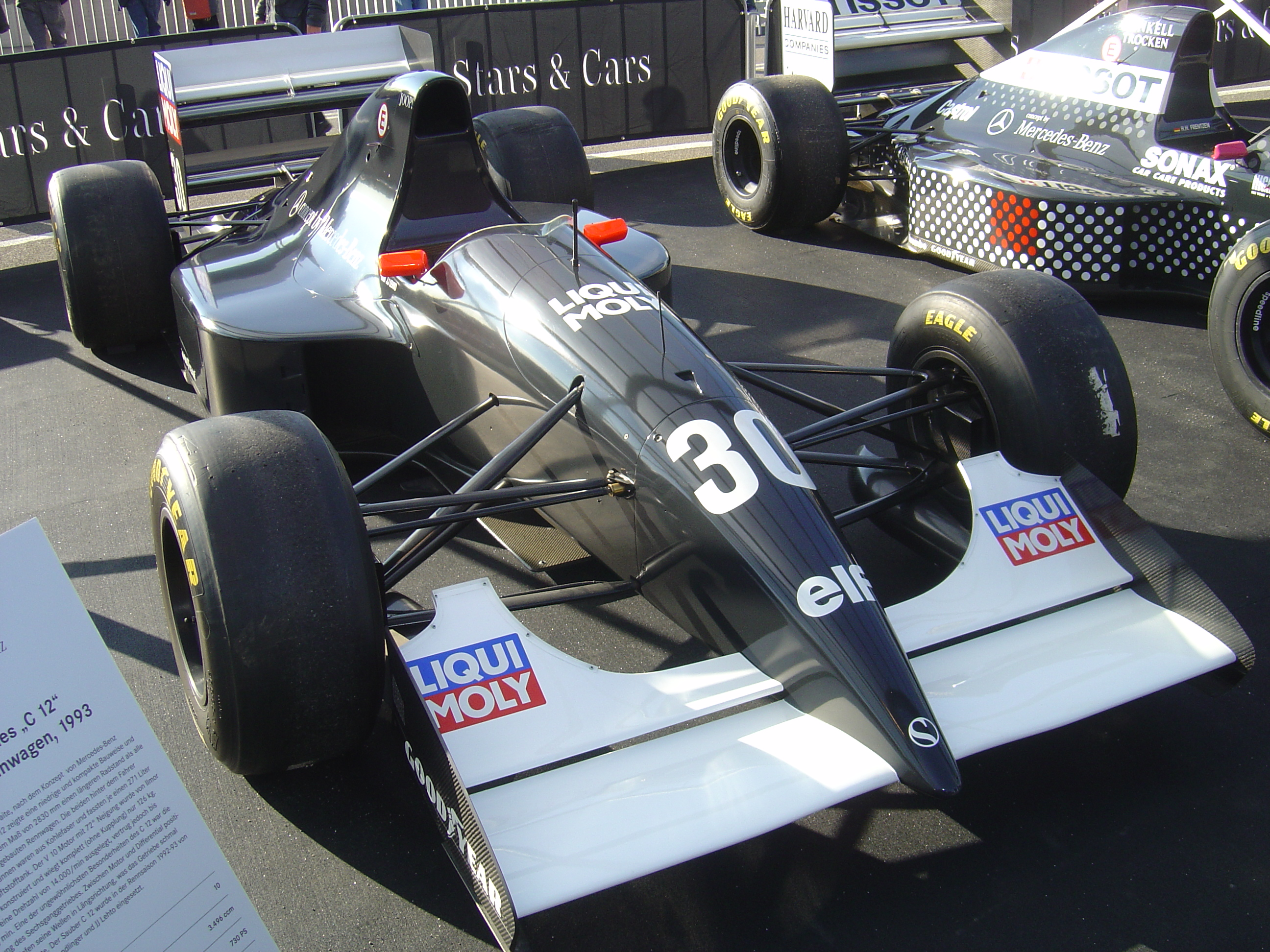
参戦初年度のマシン「ザウバー・C12」。

1993年、チームのF1デビュー戦となった南アフリカGPではJ.J.レートが5位に入賞。シーズンを通してマシントラブルが多かったものの、2名とも予選で度々上位グリッドを獲得し、決勝最高4位（2回）、合計12ポイントを獲得。コンストラクターズランキング6位という上々の成績を収めた。メルセデスの支援は同年末までとされていたが、翌年以降も継続されることになる。
1994年、メルセデスはイルモアエンジンを正式に「メルセデスエンジン」と呼称して、F1（ザウバー）とCART（ペンスキー）の両シリーズへ供給した。ザウバーはメインスポンサーとしてドイツで刊行されている金融雑誌「ブローカー」と契約したが、約束の金額が振り込まれないトラブルが発生し、新たにスイスの時計メーカースウォッチ（ブランド名はティソ）がメインスポンサーとなった。ドライバーはベネトンへ移籍したレートに代わり、全日本F3000で活躍していた元メルセデス・ジュニアチームのハインツ＝ハラルド・フレンツェンをヴェンドリンガーのパートナーとして起用した。
第4戦モナコGPフリー走行中、ヴェンドリンガーがトンネル出口のブレーキングゾーンでクラッシュし、ガードレールに横向きで激突。意識不明に陥る重傷を負った。チームはコクピット上部のドライバーヘルメット部が剥き出し状態であったことが重傷を負った原因と判断し、空力効率よりもドライバーの安全を優先。次戦よりザウバー・C13のコクピット側面に自主的にサイドプロテクターを装着した。残りのシーズンはベテランのアンドレア・デ・チェザリスがフレンツェンと共に出走し、彼はフランスGPで6位に入賞した。10月よりヴェンドリンガーの復帰を予定していたが、テスト走行の結果首の痛みの再発が確認されたため、終盤2戦はベネトンとの契約中であったが休養の身となっていたJ.J.レートをレンタルで戻し起用した。
メルセデスは2年間の結果をみて、翌年からエンジンの独占供給先を強豪チームのマクラーレンへの変更を決断、ザウバーとの長年のパートナーシップは終了となった。

#### 1995年 - 1996年 フォードとの提携

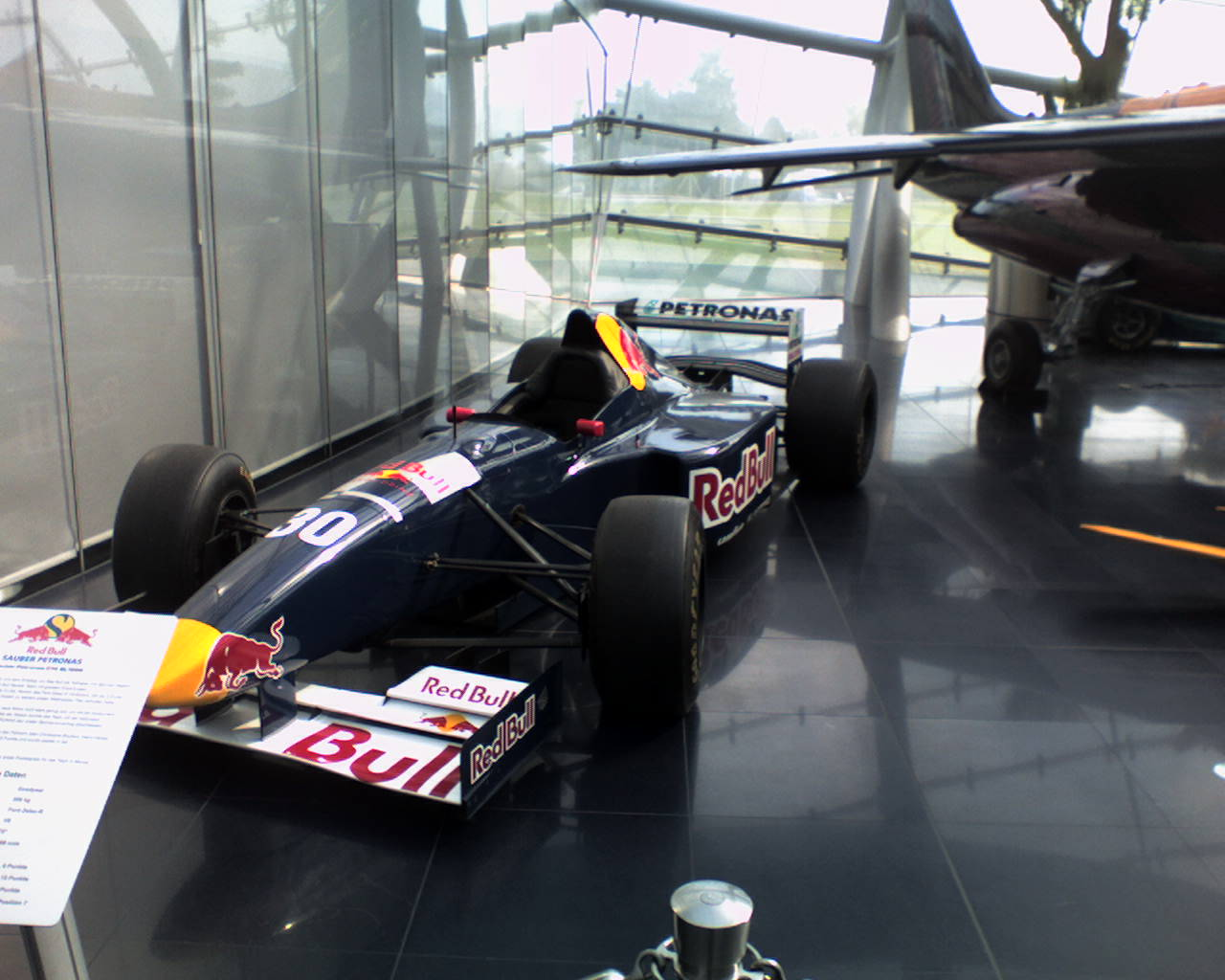
1995年のマシン「ザウバー・C14」。

1995年、ザウバーはベネトンに去られたフォードと契約し、ワークスのZETEC-Rエンジンの供給を受け、出直しを図った。また、オーストリアのドリンクメーカーであるレッドブルがチーム株式の一部を取得してメインスポンサーとなり、チーム名も「レッドブル・ザウバー」となった。第12戦イタリアGPではフレンツェンがチーム初となる3位表彰台を獲得したが、V10エンジン全盛期の時代にV8エンジンでは限界があった。
1996年はフォード初のV10エンジンを搭載し、レッドブルに加えてマレーシアの石油会社ペトロナスのスポンサーも獲得。ドライバーはフレンツェンに加えて、エンジン供給元のフォードの強い推薦からジョニー・ハーバートが新加入した。しかし、シーズン開幕前にフォードは翌1997年から参戦するスチュワート・レーシングへ独占供給を行うと発表し、ザウバーはまたしてもワークスエンジンを失うこととなった。フレンツェンはザウバーでの活躍が認められ、ウィリアムズへの移籍が決まった。

#### 1997年 - 1999年 ペトロナス、フェラーリとの関係構築
1997年からはフェラーリの1年型落ちのカスタマーエンジンを獲得。スポンサーであるペトロナスのバッジネームを付けて、「ペトロナスエンジン」として使用することとなり、ハンガリーグランプリでハーバートが3位表彰台を獲得した。またホンダ、マクラーレン、フェラーリと渡り歩いた後藤治がエンジン担当としてフェラーリから派遣される形でチームに加入した。後藤は関連会社のザウバー・ペトロナス・エンジニアリング (SPE) でオリジナルのエンジン製造計画に携わるが、この計画は幻に終わった。
1998年はベネトンからジャン・アレジが加入し、第10戦オーストリアグランプリ予選でチーム初のフロントロー（2位）。大波乱となった第13戦ベルギーグランプリでアレジが3位表彰台を獲得した。

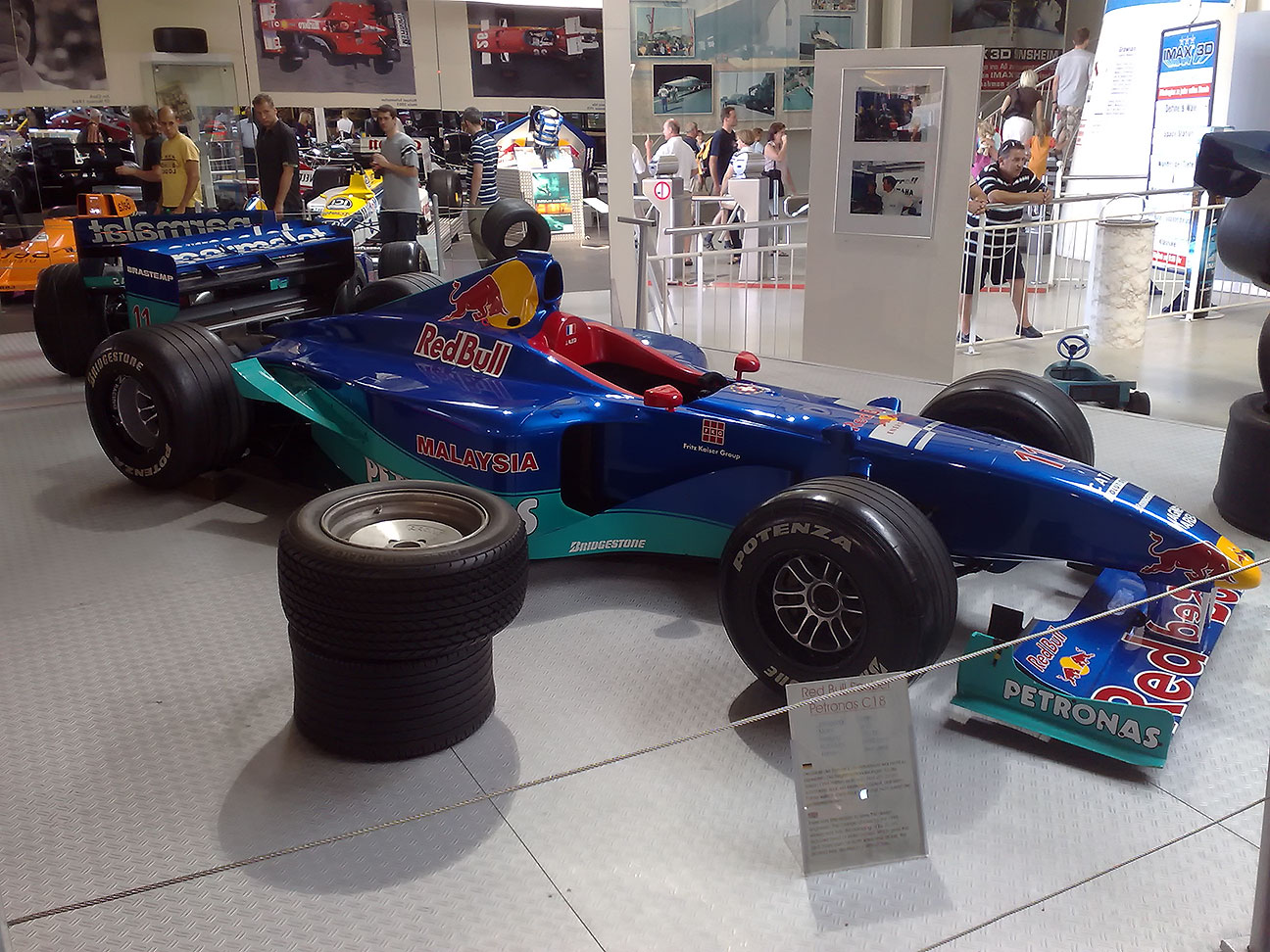
1999年のマシン「ザウバー・C18」。

1999年はアレジとペドロ・ディニスのコンビとなったが、入賞5回・5ポイントに終わる。

### 2000年代

#### 2000年 - 2005年 フェラーリのジュニアチーム化
2000年
ディニスとフェラーリからのコネクションでミカ・サロが加入。コンストラクターズランキングは8位。
2001年
この年は、プロストから移籍のニック・ハイドフェルドと、無名の新人キミ・ライコネンが起用された。ライコネンは、下位カテゴリでの経験がほとんどなかったことからスーパーライセンスが発給されず、4戦限定の仮ライセンスという形での参戦となった。当初、チームのタイトルスポンサーであるレッドブルが、配下の育成ドライバーであるエンリケ・ベルノルディを推薦したが、チーム代表のペーター・ザウバーはこれを拒否、前述のラインナップに決定した。なおこの一件によりレッドブルは2001年シーズンを以て保有するチームの株式を売却しタイトルスポンサーからも下り、同時にアロウズとスポンサー契約を締結しベルノルディを起用させている。
開幕戦にはハイドフェルド4位、ライコネン6位といきなりのダブル入賞、その後もハイドフェルドが第3戦ブラジルグランプリで自身初、チームとしても1998年以来となる表彰台を獲得、シーズン中に正式にスーパーライセンスが発給されたライコネンも着実に入賞を重ね、コンストラクターズランキングはF1参戦開始以来最上位の4位となり、躍進を果たした。これは、BARやジャガー、ベネトンといった自動車メーカーのワークスチームを上回る大健闘であり、チームがBMWに買収される2005年までの最高成績となっている。

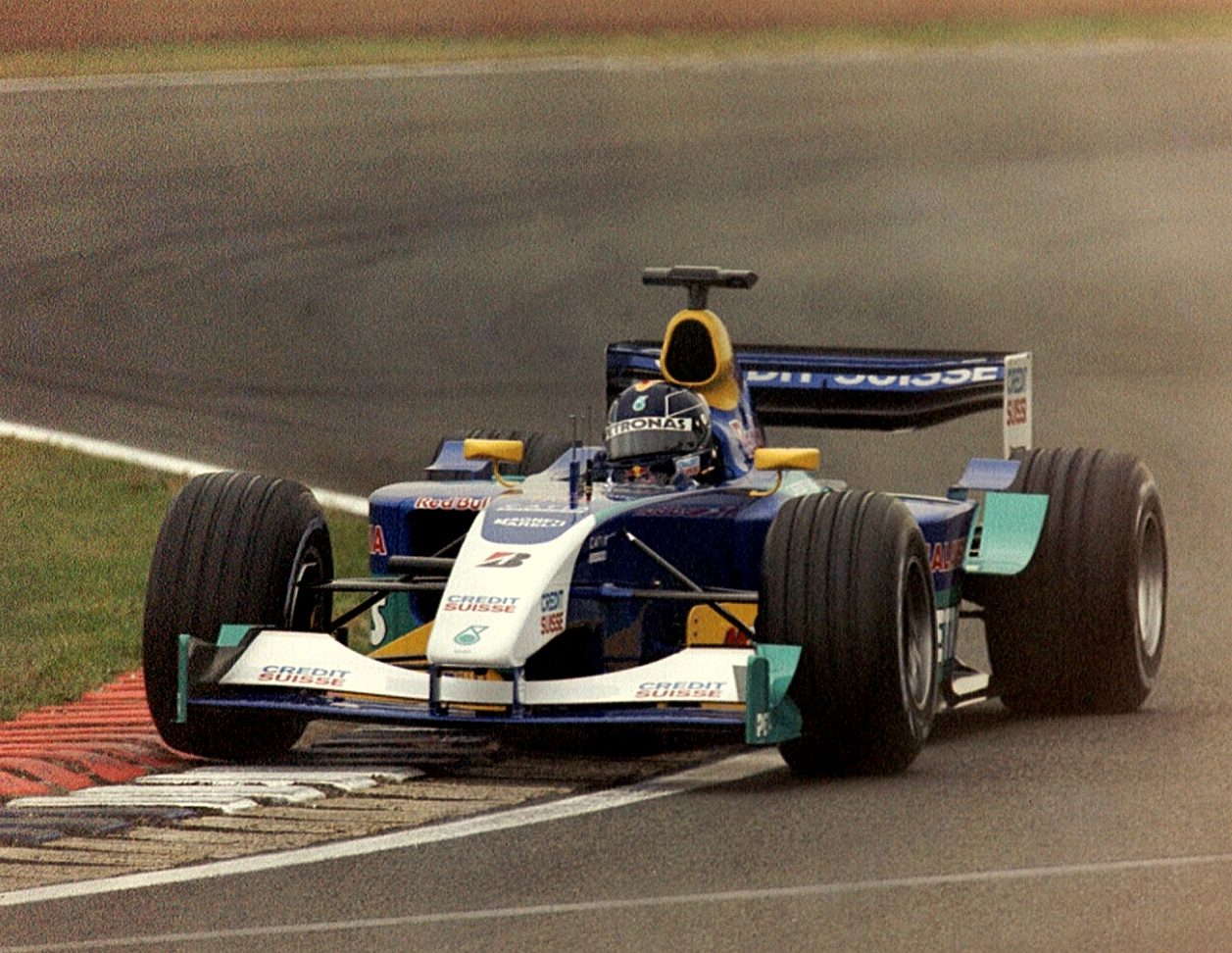
2002年のマシン「ザウバー・C22」。

2002年
前年限りでマクラーレンに移籍したライコネンに代わり、前年ユーロF3000で8戦中6勝という圧倒的な成績でチャンピオンを獲得したフェリペ・マッサを起用した。前年から継続起用のハイドフェルドとともにシーズンを戦った。シーズン前半はルノーと互角の争いをするなど健闘を見せるも、マシン開発が進まずシーズン後半は苦戦を強いられ、コンストラクターズランキングは5位と前年を下回る結果となった。
第13戦アメリカグランプリでは、前戦イタリアグランプリでマッサに下された翌戦での10グリッド降格ペナルティを回避するため、アロウズの撤退によりフリーとなっていたフレンツェンが一時的に起用されている。
この年起用されたマッサはフェラーリとの契約下にあったことを、後にマッサ自身が明らかにしている。ザウバー、フェラーリ両チームの間に直接的な資本関係があったわけではないが、この後、ザウバーは事実上フェラーリのジュニア・チームとしての性格が強まっていく。
2003年
フレンツェンがレギュラードライバーに復帰し、チーム3年目のハイドフェルドとドイツ人2人の布陣となる。この年はBAR、トヨタ、ジャガーといった中堅チームの成長が著しく、開幕3戦で連続入賞を果たすものの、中盤戦以降はほとんどポイントが取れないレースが続いた。しかし、雨のレースとなった第15戦アメリカグランプリではピット戦略を成功させ、雨に強いブリヂストンタイヤの助けもあり、フレンツェンがチーム初となるリードラップを記録し3位表彰台を獲得、ハイドフェルドも5位入賞で大量得点に成功する。これにより、チームはランキング6位でシーズンを終えた。
第6戦オーストリアグランプリでは、スタートが2回やり直しになった結果、フレンツェンのクラッチが破損、レースに参加することができなかった。
3シーズンにわたってザウバーを支えたハイドフェルドはこの年限りでチームを去り、フレンツェンも引退を決めている。チーム代表のペーター・ザウバーは、特にハイドフェルドの放出は苦渋の決断であり、マッサをチームに復帰させたいフェラーリの意向が働いたものだと、後に示唆している。
2004年
ドライバーはジョーダンから移籍のイタリア人ジャンカルロ・フィジケラが新たに加わり、前年にフェラーリのテストドライバーとして経験を積んだマッサが復帰した。
この年はレギュレーション変更により、1つのグランプリをフリー走行から、予選、決勝まで1基のエンジンで走ることとされた。前年型エンジンでは耐久性に問題があるため、フェラーリから最新型エンジンの供給を受けることとなった。同時にフェラーリの前年型ギヤボックスの供給も受け、それらを搭載したC23はフェラーリの前年型マシンF2003-GAそっくりの外観で、「青いフェラーリ」などと揶揄された。
チームはパワーステアリングもフェラーリと同型のものを採用する予定だったが、FIAに却下されてしまったため開幕戦をパワステなしで迎え、第2戦マレーシアグランプリではマッサがステアリングの重さに耐え切れず、レース中にコースアウトしてしまう有様だった。またフェラーリに特化したブリヂストンタイヤはザウバーにとっては硬すぎ、特に予選においてその扱いに苦慮することとなる。第3戦バーレーングランプリでようやく自前のパワステが導入され、そこでマッサがシーズン初の入賞を記録した。中盤戦以降はタイヤが硬すぎることを逆手に取り、予選で大量に燃料を積み後方スタートからピットインを減らす戦略を採用、これが当たりフィジケラが第8戦カナダグランプリで4位に入賞するなどシーズン後半までポイントを重ねることに成功する。ランキングは前年同様6位であったが、ポイントは前年を15ポイントも上回る結果となった。
フェラーリそっくりのマシンにフェラーリ系ドライバーを採用するなど、ジュニアチームとして生きていくと見られていたザウバーであったが、この年限りでミシュランタイヤへの変更を表明するなどフェラーリとの距離が急速に開いていくこととなる。
シーズン中に自動車用としては世界随一の性能とされる風洞設備が完成し、シーズン後半のマシンの開発に役立てられた。
株式を手放した後も、スポンサーとしてチームに参画していたレッドブルが、ジャガー・レーシングを買収して翌年からレッドブル・レーシングとしてF1への参戦を開始したことで、スポンサーを降りている。
2005年
前年に完成した風洞施設をフル活用し、前衛的なデザインのC24を完成させた。ところが開幕前にその風洞の欠陥が発覚、マシンの大幅改修が必要になってしまった。またタイヤをブリヂストンからミシュランに変更、フェラーリと異なるタイヤメーカーを選択したことで、フェラーリのジュニアチームからの脱却を目指した。エンジンは前年同様フェラーリ製だが、ギヤボックスは自製に戻された。
フィジケラのルノー移籍に伴い1997年のチャンピオンであるジャック・ヴィルヌーヴがチームに加入。しかしチームは当初フィジケラの残留を望んでいた上、ヴィルヌーヴもウィリアムズやルノー、BARといったトップチームへの加入を望んでいた経緯もあり、ヴィルヌーヴはマシンセッティングなどでチームと度々対立する。しかし、前年から残留のマッサが安定した走りを見せる一方、ヴィルヌーヴは全く良いレースができなかったことから、中盤戦以降ヴィルヌーヴもチームの方針を受け入れるようになり、第4戦サンマリノグランプリでは4位入賞を果たすなど、マッサと互角の走りを見せるようになった。
シーズン中盤にチームをBMWに売却することが発表され、チームとしてのザウバーはこの年限りで（いったん）幕を閉じることとなった。これに伴いチームは翌年型マシンの開発にシフトし、ランキングも8位に終わった。また、翌年よりBMWエンジンが供給されることになるため、エンジン開発に関与できなくなった後藤はこの年にチームを離脱している。

### 2010年代

#### 2010年 - 2013年 プライベーターとして再出発

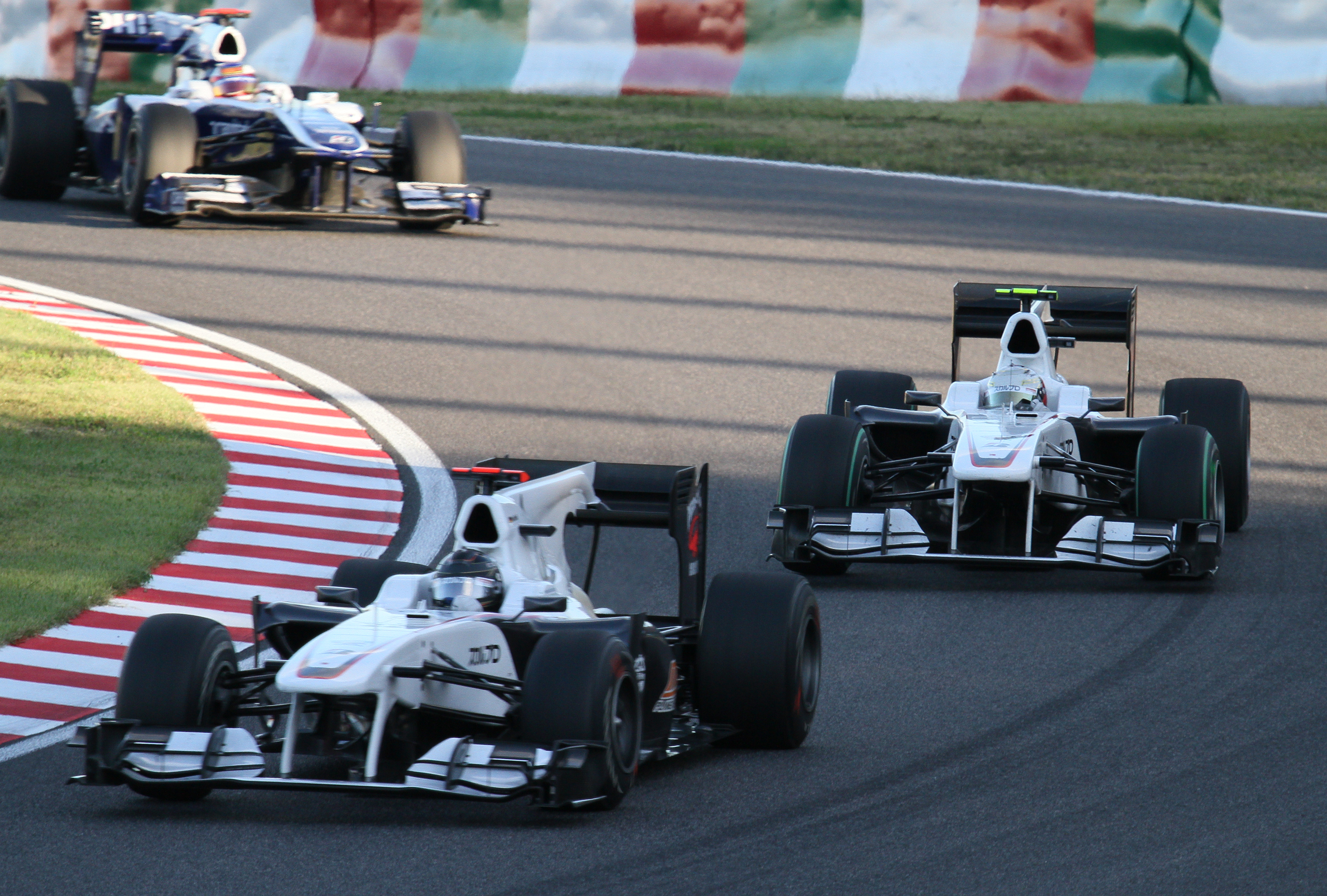
チームメイトニック・ハイドフェルドを追う小林可夢偉。（※：写真は2010年日本GPにて。）

2010年
BMWが2009年シーズン中に撤退を発表し、新たに策定されたコンコルド協定にサインしなかったため、一旦は2010年のエントリーから除外された。その後チームの売却先を検討の末、元オーナーでチームの創始者でもあるペーター・ザウバーに売却することを決定した。直後よりペーターはエントリー申請を行い、トヨタの撤退により参戦枠が1つ空いたこともあって、12月4日にFIAよりエントリーが認められた。
12月17日、小林可夢偉と2010年のレギュラードライバー契約を結んだことを発表した。また1月19日にはマクラーレンテストドライバーを2003年から務める経験豊富なペドロ・デ・ラ・ロサを起用することを発表した。
2010年3月3日、FIAが2010年のF1エントリーリストを発表。この中でチームは、チーム名「BMWザウバーF1チーム」・コンストラクター名「BMWザウバー・フェラーリ」で登録された。名称変更はなされず「BMW」のブランド名が残った。これは、2009年度の「BMWザウバーチーム」としての6位という戦績の分配金を確実に受け取るための措置として行ったものであり、この名称変更をFIAに申請を行っていた。この申請がFIAに受理され、2011年より「ザウバー・F1チーム」に名称変更することが正式に認められた。
前半戦はザウバー・C29の脆弱性は否めず、第6戦モナコGPまでに両ドライバー合わせ10回のリタイアを喫し（うち決勝不出走 (DNS) 1回）この間の完走率は全チーム最下位であった。フェラーリはマシンに搭載されるエンジンの信頼性に難点があったことを認め、本家フェラーリのエンジン改良を施し解決したが、ザウバーに関してはその問題が続いてしまった。これにはフェラーリのテストドライバーマルク・ジェネもあまりにも多発する為に「不可解だ」と語るほどであった。しかし中国グランプリから加入したジェームス・キーの懸命なマシン改良によって信頼性と戦闘力を改善し、トルコGPでこのシーズン初のダブル完走を果たし、小林に関しては10位入賞を果たした。その後ヨーロッパGPで7位、イギリスGPで6位完走と健闘している。デ・ラ・ロサに関してもヨーロッパGPでペナルティがなければ10位で入賞していたことになり、イギリスGPでは予選9位を獲得するなどマシンパフォーマンスに明確な改善が見られた。ハンガリーGPでは、このシーズン初のダブル入賞を果たした。
2010年9月14日、シンガポールGPからシーズン末まで、2009年までBMWザウバーのレギュラードライバーであったニック・ハイドフェルドの復帰とデ・ラ・ロサの離脱を発表した。
2011年
2011年シーズンに向けて、小林は2010年9月に残留が確定。10月4日にカルロス・スリムがCEOを務めるメキシコの大手通信企業テルメックスがスポンサーを行うことを発表。同時に小林のチームメイトとして2010年度のGP2でシリーズ2位を獲得したメキシコ人ドライバーのセルジオ・ペレスの加入を発表した。なおその他にも2010年度のGP3チャンピオンとなったメキシコ人ドライバーのエステバン・グティエレスをリザーブ兼テストドライバーとして契約したことを発表している。
2012年
2011年に引き続き、同じラインアップとなった。第2戦マレーシアグランプリでは、ペレスが優勝したアロンソのペースを上回るペースで快走し、ザウバーチーム（BMW時代を除く）として初となる2位を獲得した。続く、第3戦の中国グランプリでは小林が予選3位（ハミルトン順位降格前は4位）を獲得し、優勝も期待されたが、スタートで順位を大きく下げた。しかし、小林は終盤で巻き返し、サウバーチーム（BMW時代を除く。）として初めてファステストラップを獲得した。その後も、第6戦のモナコグランプリでペレスがファステストラップを記録し、続く第7戦のカナダグランプリで3位、第13戦イタリアグランプリでは2位を獲得した。一方で、小林も第12戦のベルギーグランプリでザウバーチームとして13年ぶりに予選2位を獲得し、第15戦の日本グランプリでも予選3位、決勝では3位を獲得した。BMW時代を除くザウバーチームとしては過去最高の記録を残した。
好成績を残したペレスはマクラーレンと契約、小林は翌年のシートに対しペレスが離脱した分の持参金を要求され、チームを去った。
チーム創設者であるザウバーは69歳の誕生日前（第16戦韓国グランプリ開幕前日）にチーム代表を退いた。後任はモニシャ・カルテンボーンで、チームの株式の3分の1を譲り受けた。女性がチーム代表となることは、F1史上初めてのことである。
2013年
ドライバーラインナップを一新。フォース・インディアからニコ・ヒュルケンベルグが移籍。また前年テストドライバーであった エステバン・グティエレス がレギュラードライバーに昇格した。またリザーブドライバーにはロビン・フラインスが就いた。
この年の車 C32 は車体の配色を前年までの白からグレーに変更。1990年代のザウバーの車に似たものとなった。
第2戦マレーシアGPにてヒュルケンベルグが8位を獲得したものの、C32は前年の車ほどの戦闘力が無いことは明らかで、ヒュルケンベルグでも10位がやっとであった。新人のグティエレスはベルギーグランプリまでポイントが獲得できなかった。しかし、このような状況の中、中盤で車体改良が成功し予選決勝とも以前より明らかに成績が向上。第12戦イタリアGPでは、ヒュルケンベルグが地元かつエンジン供給元のフェラーリ2台を打ち破り予選3位を獲得し衝撃を与えた。7月15日、セルゲイ・シロトキンが開発ドライバーとして加入したことが発表された。これはロシア企業との契約の一部であり、2014年のレースドライバー契約も含まれるとされた。第14戦シンガポールGPでは、ヒュルケンベルグとグティエレスの双方がポイント圏内である6位と7位を走行していたが、タイヤの摩耗が原因となり、ヒュルケンベルグが9位入賞にとどまり、グティエレスは12位に終わった。第15戦韓国GPでは、ヒュルケンベルグが改善を見せ4位入賞。この結果コンストラクターズポイントでトロ・ロッソを抜き7位に浮上した。第16戦日本GPでは、2013年シーズン初めてのダブル入賞。ヒュルケンベルグはレースの大部分で4位を走行していたが終盤アロンソとライコネンに抜かれ6位、グティエレスはニコ・ロズベルグとの接戦を制して7位となった。最終の2戦でもヒュルケンベルグはポイントを獲得。ザウバーは57ポイントを獲得し、コンストラクターズで7位となった。

#### 2014年 - 2017年 資金難によるチーム力低下～チーム売却
2014年
フォース・インディアからエイドリアン・スーティルが移籍。チームメイトはエステバン・グティエレスの残留が決定。リザーブドライバーがセルゲイ・シロトキンとギド・ヴァン・デル・ガルデというドライバーラインナップとなった。さらに「アフィリエイトドライバー」として前年までインディカー・シリーズで戦っていた地元スイス国籍の女性ドライバーシモーナ・デ・シルベストロと契約した。しかし、マシンの性能は低く、シーズンを通して苦戦を強いられた。最高位はスーティル11位、グティエレス12位で、参戦以来初のノーポイントシーズンとなってしまった。
2015年
ドライバーラインナップを一新。ケータハムからマーカス・エリクソンが移籍、新人フェリペ・ナッセがチームメイトとなる。
このラインナップは、金銭的理由のためであるとチームが認めている。実際にブラジル銀行のスポンサード(ナッセの持ち込みスポンサー)に伴い、車体の配色が青と黄色に変わった。また、リザーブドライバーはフェラーリ・ドライバー・アカデミーのメンバーでGP2を走るラファエレ・マルチェロが起用された。
ペイドライバー2人でのコンビになったが、開幕戦で完走11台のサバイバルレースを生き残りナッセが5位、エリクソンが8位とダブル入賞を記録。以降も散発的に入賞を記録していき、予選でもQ3進出を複数回果たすなど前年の不振が嘘のような活躍を見せた。本家フェラーリの復活に貢献した大幅パワーアップのフェラーリ製新型パワーユニット(Power Unit, PU) がザウバーの性能向上を後押しした。ザウバーのドライバー選択が正解だったことの証明になったが、開幕前にはこの2人の起用が原因でザウバーの存続及びF1界を揺るがす大騒動に発展してしまった（後述）。
2016年
ドライバーはエリクソン、ナッセの両者とも残留。サードドライバーのマルチェロとは契約を更新しなかった。
開幕直前にテクニカルディレクターのマーク・スミスが離脱した。さらに4月末にはトラックエンジニアのトップとしてレッドブルから加入していたティム・メイロンがわずか3ヶ月で離脱した。ここまで、カルテンボーンが代表に変わってから、チームの力としては、ペーターが指揮を執っていた頃とは全く違い、速さも覇気も感じられないほどに落ちぶれている。
前年からのドライバー契約騒動と財政難が尾を引き、ついに2月分の給料の一部が支払われない事態に陥り、続く3月分の給与支払いにも遅れが生じた。このため、早くも第3戦中国GP前には参戦自体が危ぶまれたが、エリクソンのスポンサーの前払いにより参戦を継続することができた（同時に3月分までの給与も支払われた）。しかし4月分の給与支払いも遅れ、スペインGP後に行われるバルセロナでの合同テストを欠席しており、財政難が根本的に解決されたわけではなく、チームの売却先を求めることになった。7月20日、共同株主だったスイスのロングボウ・ファイナンスS.A.に所有権を譲ることが正式に発表された。これに伴い、チーム創設者のペーター・ザウバーはすべての業務から完全に引退、後任にロングボウ・ファイナンス社CEOのパスカル・ピッチが就くことが決まった。チーム代表のモニシャ・カルテンボーンは残留。チームの資金難は解消されたもののルノー勢の性能アップや去年最下位だったマノー、新参チームのハースが善戦していることもあってレースでは苦戦しており、終盤2戦を残して唯一のノーポイントチームであった。しかし第20戦ブラジルGPでナッセがチーム初ポイントをもたらす9位入賞を果たし、マノーを逆転。最終戦でもマノーがポイントを獲得できなかったためコンストラクターズランキングは10位となった。このランキング10位により獲得できる賞金は2,000万ドル（約21億円）と言われている。なおドライバーズランキングはナッセ17位、エリクソン22位となった。
2017年
ポイントを挙げたナッセはブラジル銀行からの支援打ち切りが決定したため残留を果たせず、ノーポイントだったエリクソンが残留。もう一つのシートには、メルセデスのリサーブドライバーを務めるパスカル・ウェーレインを迎える。リザーブドライバーはシャルル・ルクレール、テストドライバーはアントニオ・ジョヴィナッツィ、開発ドライバーはタチアナ・カルデロンがそれぞれ就任した。パワーユニットはフェラーリの1年落ちのスペックを使用する。この契約からも財政難の影響が見られる。
ウェーレインはROCでのクラッシュにより背中を負傷したため1回目のプレシーズンテストと開幕2戦を欠場、ジョヴィナッツィが代走した。型落ちPUのハンデに対し、他チームよりタイヤ交換を1回少なくする作戦が多くこれが成功するとウェーレインが第5戦スペインGPで8位、第8戦アゼルバイジャンGPで10位入賞を果たしたがマシン性能の低さは否めずアジアラウンド以降は決勝でもトラブルが出て余計なピットストップが多く入賞には程遠い状況であった。最終的にポイントは5と前年を上回ったものの、5～8位が終盤までコンストラクターズランキングを激しく争い9位のマクラーレンが30ポイントを獲得したのと比較してザウバーは大きく見劣りする結果となり、前年に続きランキング10位でチーム史上初の最下位に終わった。
ロシアGPにて、2018年からホンダのカスタマーパワーユニットが供給されることを正式発表した。しかし、6月21日にカルテンボーンが代表兼CEOを退任し、元ルノーのフレデリック・バスールが後任となってから契約の見直しに着手し、7月27日に契約の白紙撤回、翌28日にフェラーリの最新仕様パワーユニット供給契約を発表した。ホンダとの供給契約を撤回した理由として「自社でギアボックスを製造できるリソースがないため、翌年はホンダの供給先であったマクラーレンのギアボックスを提供してもらうつもりであったが、そのマクラーレンがホンダPUのパフォーマンスに対する不満が限界に達していてパートナーシップを解消する可能性が浮上し（その後実際に解消となった）、最悪の場合来年のギアボックスがなくなってしまう恐れがあった」とバスールは語っている。

### アルファロメオとの提携

#### 2018年 提携開始
2018年
ドライバーはエリクソンが続投、ウェーレインに代わり新人シャルル・ルクレールが加入した。なおエリクソンはザウバーの長い歴史において初めて4年連続で参戦するドライバーとなる。
この年からアルファロメオがタイトルスポンサーを務めることになり、チーム名は「アルファロメオ・ザウバーF1チーム」に変更され、商業的および技術的協力関係を築くことになった。パワーユニットも前年型ではなく最新型の供給契約を得て、資金面及び技術面においてここ数年でも特に潤沢な体制を敷くことができ、バルセロナテストでも新車C37が前年比で2.5秒程度タイムを縮め、メディアからは「ドライバーが不安要素」と論評されながらも高評価を受けた。しかし開幕戦は予選Q1からウィリアムズ、トロ・ロッソと下位争いをする状況となり、厳しいシーズンのスタートとなった。第2戦バーレーンではエリクソンが1ストップ作戦の成功させ3年ぶりとなる9位入賞。第4戦ではルクレールがフル参戦初の6位入賞。第9戦では2015年第3戦以来のダブル入賞を達成した。チームはさらなる成績向上を狙いサマーブレイクを目安に来季のマシン開発にシフトし、シーズン後半はC37の開発は縮小することを決定。そのため、シーズン後半は苦戦を覚悟していたが、マシンのセットアップの熟成に成功し、ルクレールのQ3進出成功やチームとしての入賞を何度か記録することとなった。また、メキシコGPでのダブル入賞により8位のトロロッソを逆転。ブラジルGPでは予選から3強のすぐ後ろ、7位8位につけ、決勝でもルクレールが7位でフィニッシュしコンストラクターズタイトル8位の確定に貢献した。また、過去3年連続で実質ランキング最下位に甘んじていたエリクソンはポイント圏内に何度か滑り込んだことで、連続最下位を脱した。
また、チーム力自体も向上しており、その証拠にこの年のピットストップは大きな改善を見せ、DHLファステスト・ピットストップ・アワードで、2017年は僅か1ポイントの最下位だったのに対し、今年は3度の最速ピットストップを記録しつつ219ポイントを獲得してランキング5位を記録した。

#### 2019年 - 2023年 アルファロメオ・レーシング / アルファロメオF1チーム
2019年からアルファロメオのネーミングライツでコンストラクター名自体を変更し、「アルファロメオ・レーシング」としてエントリー。チーム名およびシャシー名からザウバーの名が消え、『アルファロメオ』の名でエントラント登録。新たなる名称での開始となるが組織の買収や譲渡は無く、これまで通り「ザウバー・モータースポーツAG」が運営する独立系チームとして活動する。
2022年からチーム名を「アルファロメオF1チーム」、コンストラクター名を「アルファロメオ」に変更した。
2022年10月26日、アルファロメオとの契約は2023年で終了になる報告と、ドイツの自動車メーカー アウディが買収し、2026年から同社のワークス・チームとしてF1に参戦する予定を発表した。当時のザウバーAGチーム代表フレデリック・バスールは「ザウバーが以前のように独立チームとしてF1に参戦するのは、現代では全く不可能だ。メーカーとの提携は不可欠なのです」と説明した。

### アウディへの移行期

#### 2024年 - 2025年 ステークF1チーム・キック・ザウバー
アウディへ移行するまでの2024年と2025年は、スポンサー名を絡めたコンストラクター「キック・ザウバー」としてF1参戦を続け、2023年よりメインスポンサーを務めるオンラインカジノ『ステーク（Stake）』の名を冠した「ステークF1チーム」のエントリーで決定した。
2024年
ドライバーはバルテリ・ボッタスと周冠宇が残留。しかし両ドライバーとも予選・決勝共に下位に沈むことが多く、第23戦カタールGPで周が8位入賞し、辛うじてノーポイントだけは免れたが、コンストラクターズランキングは最下位に沈んだ。このため親会社のアウディは7月に首脳陣の交代を決断、チームCEOのアンドレアス・ザイドルと親会社から派遣されていた会長のオリバー・ホフマンの2人を解任し、元フェラーリ代表のマッティア・ビノットを後任に据えた。
2025年
ドライバーは総入れ替えとなり、ハースからニコ・ヒュルケンベルグが移籍し、チームメイトには2023年のFIA F3選手権、2024年のFIA F2選手権と2年連続でチャンピオンを獲得したガブリエル・ボルトレトがステップアップする。アルファロメオ時代の2022年からチーム代表を務めていたアレッサンドロ・アルニ・ブラビが1月に去り、新たにレッドブルでスポーティングディレクターを務めたジョナサン・ウィートリーがチーム代表に就任した。戦闘力は前年より向上し、ボルトレトは第11戦オーストリアGPで初入賞を果たし、次のイギリスGPでヒュルケンベルグが雨の混乱をかいくぐって3位に入り、F1キャリア239戦目で初の表彰台に立つとともに、チームとしては2012年日本GPの小林可夢偉以来13年ぶりの表彰台となった。

### ザウバーの歴史に幕、そしてアウディへ
2024年3月、上記で予定していたアウディAGによる株式完全取得の合意を公表、アウディ人脈による新体制を発表した。組織は2005年BMWの買収以来2度目の消滅となり、2026年シーズンよりアウディ・フォーミュラ・レーシングの運営に移管する。

## ドライバー多重契約騒動

### 概要
2015年、ザウバーがレギュラードライバー2名の枠に対し、多数のドライバーと故意に多重契約していたことが発覚し裁判沙汰に発展した騒動。
2014年シーズン中、ザウバーは資金難であることが繰り返し報道されており、ケータハム・マルシャに次いで崩壊するとの噂やカナダの億万長者ローレンス・ストロールにチームを売却するとの噂がささやかれる程の状況に陥っていた。そこでこれを解消するためにザウバーが「多数のペイドライバーと契約し、資金を得る」という方法を採ったとされている。
レギュラードライバーとして有効な契約を持っていたとされるのは、マーカス・エリクソン、フェリペ・ナッセ、エイドリアン・スーティル、ギド・ヴァン・デル・ガルデの4名であり（後述するが、エステバン・グティエレスとジュール・ビアンキを含む6名との説もある）、このうちザウバーが正式に契約したとするのはエリクソンとナッセであった。
しかしスーティルとヴァン・デル・ガルデの両者から契約違反を訴えられ裁判で争うこととなり、最終的にはどちらも敗訴して合計約23億円もの違約金を支払う羽目になってしまう。結果としてザウバーの資金難の解消には繋がらなかった上にザウバーの歴史に大きな汚点を残してしまった。

#### 訴訟までの経緯
2014年のシーズン後半よりザウバーの2015年のドライバーについては様々な憶測が流れ、契約のあるスーティルが続投、リザーブのヴァン・デル・ガルデまたはシロトキンの昇格などといった噂が報じられていた。
しかしザウバーは、まずエリクソンとの契約を発表。残るシートに噂になっていたドライバーの中から1人が入ると思われたが、その後ナッセと契約することを公式発表。この契約発表はF1パドック内で物議を醸した。
当然これに対しスーティルが来季も契約が残っていると主張。さらにヴァン・デル・ガルデがすでに2015年のドライバー契約をしており契約違反だと主張し、実際は発表前にシートが埋まっていたことが発覚。
ザウバー及びカルテンボーンはこれについて「これが正しい方向への一歩」の一点張りであり、資金難が原因でこのラインナップにしたことを主張していた。しかしこの際に他のドライバーについて明確な説明をしなかったことが後の大騒動の発端となる。
2015年シーズン開幕前には両者がメディアに契約違反を訴えるニュースも見られなくなり、何事もなくシーズン開幕と思われていた。しかし開幕戦オーストラリアGP直前になり突然ヴァン・デル・ガルデがシートを明け渡すよう要求、ザウバーを相手取って訴訟を起こす。これによりザウバーとカルテンボーンは法廷に引きずり出されてしまう。

#### ヴァン・デル・ガルデとの裁判
裁判の結果、スイスとオーストラリアでの裁判はヴァン・デル・ガルデ側が勝訴。判決では「被告（ザウバー）は、ヴァン・デル・ガルデ氏がザウバーのレースドライバーの1人として2015年のF1シーズンに参加する権利を奪う一切の行為を控えなければならない」と発表された。カルテンボーンは「今回の判決にがっかりしています。（中略）われわれが指名した2人のドライバー仕様にあつらえたマシンに準備が整っていないドライバーを乗せることでチームやコース上にいる他のドライバーの安全を危険に晒すようなことはできません」と反論しているが、この弁護に対しては元F1ドライバーのヤン・ラマースなどから見当違いと批判された。ザウバーは望みを賭けて控訴したがその後棄却され、これによりエリクソンとナッセのどちらかがシートを失うことが決まってしまった。その後もヴァン・デル・ガルデのスーパーライセンスの申請書類にサインを拒否するなどして拒み続けたが、ついにはザウバーがヴァン・デル・ガルデがドライブする権利を妨害しているとして法廷侮辱罪にあたると審議され、ザウバーの資産差し押さえやカルテンボーンが逮捕されるのではという危機に発展してしまう。
しかし、バーニー・エクレストンやペーター・ザウバー、その他支援者の仲介によりこの件は最終的にザウバー側がヴァン・デル・ガルデ側に違約金として1500万ユーロ（日本円にして約19億円）を支払うことで合意し、ヴァン・デル・ガルデはザウバーとの契約を解除し2週間近く続いた騒動に一応の解決を迎えた。
この訴訟騒動についてカルテンボーンは、責任を取っての辞任について聞かれて「それは考えていません」と話しているほか、実刑判決が下ることを恐れていたことも話している。
ヴァン・デル・ガルデはこの一連の騒動に対し、「F1での僕の未来はおそらく終わりだ」と辛い胸中を語った他、「僕のスポンサーたちは2015年シーズンに関連したスポンサー料を全額、2014年の前半にザウバーに支払い済みだ。僕のスポンサーの前払い金によってチームは2014年に生き残ることができたんだ」と裏事情を暴露。ここ2年のザウバーの資金難ぶりが全世界に向けて発信されてしまった。

#### スーティルとの裁判
当初、同じくシートを奪われたスーティルは問題を表沙汰にはしていないが訴訟を考えていることが報道されていた。ヴァン・デル・ガルデとの紛争中も特に目立った動きはなかったものの、翌2016年1月になりザウバーを告訴し、裁判所に受理された。ただしスーティルの場合はシートを取り戻すのが目的ではなく、契約違反に対する違約金を求めるものだった。そして裁判の結果スーティルが全面勝訴し、スーティルが要求した違約金350万スイスフラン（約4億1,000万円）をザウバーが支払うこととなった。
ザウバー側は裁判においてスーティルとの契約を破棄した理由について「パフォーマンスの低さ」「4,000万スイスフラン（約47億円）のスポンサー資金持ち込みの約束が果たされなかったため」などと弁明したが、認められなかった。
スーティルは判決に対し「気が休まったよ。僕は何も間違ったことをしなかったんだからね」と満足している。

#### その他
後にコリン・コレスが語ったところによると、実際にはこの4名に加えてグティエレスとマルシャのビアンキも契約していたとされており、ザウバーないしカルテンボーンが「計算の上で」6人ものドライバーと重複契約を結んでいたと指摘している。このことについてはザウバーはコメントしておらず、新たなトラブルには発展していない。

## 変遷表
ザウバーが開発したレーシングカーの車体形式は基本的に頭文字がCとなっているが、これはペーター・ザウバーの妻であるクリスティーヌ (Christine ) のイニシャルが由来である。1970年のC1に始まりC11までがプロトタイプスポーツカーで、以降はF1カーである。
ただしBMWザウバー時代の4シーズンは「F1.xx」（xxは西暦の下二桁）が使われた。このため「C25」から「C28」までは欠番となっている。アルファロメオ時代は頭文字がCのままだったが、グラウンド・エフェクト・カーの再導入に伴うレギュレーション変更が1年遅れたため、「C40」が欠番となった。またWSPC/SWC時代にも、ドイツ語での発音が難しいという理由で「C10」が欠番となっている。
| 年                                                              | エントリー名                                                                    | シャシー                    | エンジン                       | タイヤ                      | No.                         | ドライバー                       | Pts.                        | WCC                         |
| ザウバー（1993年 - 2005年）                                     | ザウバー（1993年 - 2005年）                                                     | ザウバー（1993年 - 2005年） | ザウバー（1993年 - 2005年）    | ザウバー（1993年 - 2005年） | ザウバー（1993年 - 2005年） | ザウバー（1993年 - 2005年）      | ザウバー（1993年 - 2005年） | ザウバー（1993年 - 2005年） |
| --------------------------------------------------------------- | ------------------------------------------------------------------------------- | --------------------------- | ------------------------------ | --------------------------- | --------------------------- | -------------------------------- | --------------------------- | --------------------------- |
| 1993                                                            | チーム・ザウバー・フォーメル1                                                   | C12                         | ザウバー 2175A, 2175B 3.5L V10 | G                           | 29                          | カール・ヴェンドリンガー         | 12                          | 7位                         |
| 1993                                                            | チーム・ザウバー・フォーメル1                                                   | C12                         | ザウバー 2175A, 2175B 3.5L V10 | G                           | 30                          | J.J.レート                       | 12                          | 7位                         |
| 1994                                                            | ブローカー・ザウバー・メルセデス（第6戦まで） ザウバー・メルセデス（第7戦以降） | C13                         | メルセデス 2175B 3.5L V10      | G                           | 29                          | カール・ヴェンドリンガー         | 12                          | 8位                         |
| 1994                                                            | ブローカー・ザウバー・メルセデス（第6戦まで） ザウバー・メルセデス（第7戦以降） | C13                         | メルセデス 2175B 3.5L V10      | G                           | 29                          | アンドレア・デ・チェザリス       | 12                          | 8位                         |
| 1994                                                            | ブローカー・ザウバー・メルセデス（第6戦まで） ザウバー・メルセデス（第7戦以降） | C13                         | メルセデス 2175B 3.5L V10      | G                           | 29                          | J.J.レート                       | 12                          | 8位                         |
| 1994                                                            | ブローカー・ザウバー・メルセデス（第6戦まで） ザウバー・メルセデス（第7戦以降） | C13                         | メルセデス 2175B 3.5L V10      | G                           | 30                          | ハインツ＝ハラルド・フレンツェン | 12                          | 8位                         |
| 1995                                                            | レッドブル・ザウバー・フォード                                                  | C14                         | フォード ZETEC-R 3.0L V8       | G                           | 29                          | カール・ヴェンドリンガー         | 18                          | 7位                         |
| 1995                                                            | レッドブル・ザウバー・フォード                                                  | C14                         | フォード ZETEC-R 3.0L V8       | G                           | 29                          | ジャン＝クリストフ・ブイヨン     | 18                          | 7位                         |
| 1995                                                            | レッドブル・ザウバー・フォード                                                  | C14                         | フォード ZETEC-R 3.0L V8       | G                           | 30                          | ハインツ＝ハラルド・フレンツェン | 18                          | 7位                         |
| 1996                                                            | レッドブル・ザウバー・フォード                                                  | C15                         | フォード ZETEC-R 3.0L V10      | G                           | 14                          | ジョニー・ハーバート             | 11                          | 7位                         |
| 1996                                                            | レッドブル・ザウバー・フォード                                                  | C15                         | フォード ZETEC-R 3.0L V10      | G                           | 15                          | ハインツ＝ハラルド・フレンツェン | 11                          | 7位                         |
| 1997                                                            | レッドブル・ザウバー・ペトロナス                                                | C16                         | ペトロナス SPE-01 3.0L V10     | G                           | 16                          | ジョニー・ハーバート             | 16                          | 7位                         |
| 1997                                                            | レッドブル・ザウバー・ペトロナス                                                | C16                         | ペトロナス SPE-01 3.0L V10     | G                           | 17                          | ニコラ・ラリーニ                 | 16                          | 7位                         |
| 1997                                                            | レッドブル・ザウバー・ペトロナス                                                | C16                         | ペトロナス SPE-01 3.0L V10     | G                           | 17                          | ジャンニ・モルビデリ             | 16                          | 7位                         |
| 1997                                                            | レッドブル・ザウバー・ペトロナス                                                | C16                         | ペトロナス SPE-01 3.0L V10     | G                           | 17                          | ノルベルト・フォンタナ           | 16                          | 7位                         |
| 1998                                                            | レッドブル・ザウバー・ペトロナス                                                | C17                         | ペトロナス SPE-01D 3.0L V10    | G                           | 14                          | ジャン・アレジ                   | 10                          | 6位                         |
| 1998                                                            | レッドブル・ザウバー・ペトロナス                                                | C17                         | ペトロナス SPE-01D 3.0L V10    | G                           | 15                          | ジョニー・ハーバート             | 10                          | 6位                         |
| 1999                                                            | レッドブル・ザウバー・ペトロナス                                                | C18                         | ペトロナス SPE-03A 3.0L V10    | B                           | 11                          | ジャン・アレジ                   | 5                           | 8位                         |
| 1999                                                            | レッドブル・ザウバー・ペトロナス                                                | C18                         | ペトロナス SPE-03A 3.0L V10    | B                           | 12                          | ペドロ・ディニス                 | 5                           | 8位                         |
| 2000                                                            | レッドブル・ザウバー・ペトロナス                                                | C19                         | ペトロナス SPE-04A 3.0L V10    | B                           | 16                          | ペドロ・ディニス                 | 6                           | 8位                         |
| 2000                                                            | レッドブル・ザウバー・ペトロナス                                                | C19                         | ペトロナス SPE-04A 3.0L V10    | B                           | 17                          | ミカ・サロ                       | 6                           | 8位                         |
| 2001                                                            | レッドブル・ザウバー・ペトロナス                                                | C20                         | ペトロナス 01A 3.0L V10        | B                           | 16                          | ニック・ハイドフェルド           | 21                          | 4位                         |
| 2001                                                            | レッドブル・ザウバー・ペトロナス                                                | C20                         | ペトロナス 01A 3.0L V10        | B                           | 17                          | キミ・ライコネン                 | 21                          | 4位                         |
| 2002                                                            | ザウバー・ペトロナス                                                            | C21                         | ペトロナス 02A 3.0L V10        | B                           | 7                           | ニック・ハイドフェルド           | 11                          | 5位                         |
| 2002                                                            | ザウバー・ペトロナス                                                            | C21                         | ペトロナス 02A 3.0L V10        | B                           | 8                           | フェリペ・マッサ                 | 11                          | 5位                         |
| 2002                                                            | ザウバー・ペトロナス                                                            | C21                         | ペトロナス 02A 3.0L V10        | B                           | 8                           | ハインツ＝ハラルド・フレンツェン | 11                          | 5位                         |
| 2003                                                            | ザウバー・ペトロナス                                                            | C22                         | ペトロナス 03A 3.0L V10        | B                           | 9                           | ニック・ハイドフェルド           | 19                          | 6位                         |
| 2003                                                            | ザウバー・ペトロナス                                                            | C22                         | ペトロナス 03A 3.0L V10        | B                           | 10                          | ハインツ＝ハラルド・フレンツェン | 19                          | 6位                         |
| 2004                                                            | ザウバー・ペトロナス                                                            | C23                         | ペトロナス 04A 3.0L V10        | B                           | 11                          | ジャンカルロ・フィジケラ         | 34                          | 6位                         |
| 2004                                                            | ザウバー・ペトロナス                                                            | C23                         | ペトロナス 04A 3.0L V10        | B                           | 12                          | フェリペ・マッサ                 | 34                          | 6位                         |
| 2005                                                            | ザウバー・ペトロナス                                                            | C24                         | ペトロナス 05A 3.0L V10        | M                           | 11                          | ジャック・ヴィルヌーヴ           | 20                          | 8位                         |
| 2005                                                            | ザウバー・ペトロナス                                                            | C24                         | ペトロナス 05A 3.0L V10        | M                           | 12                          | フェリペ・マッサ                 | 20                          | 8位                         |
| 2006年 - 2009年の成績についてはBMWザウバーを参照                |                                                                                 |                             |                                |                             |                             |                                  |                             |                             |
| ザウバー（2010年 - 2018年）                                     |                                                                                 |                             |                                |                             |                             |                                  |                             |                             |
| 2010                                                            | BMWザウバーF1チーム                                                             | C29                         | フェラーリ 056 2.4L V8         | B                           | 22                          | ペドロ・デ・ラ・ロサ             | 44                          | 8位                         |
| 2010                                                            | BMWザウバーF1チーム                                                             | C29                         | フェラーリ 056 2.4L V8         | B                           | 22                          | ニック・ハイドフェルド           | 44                          | 8位                         |
| 2010                                                            | BMWザウバーF1チーム                                                             | C29                         | フェラーリ 056 2.4L V8         | B                           | 23                          | 小林可夢偉                       | 44                          | 8位                         |
| 2011                                                            | ザウバーF1チーム                                                                | C30                         | フェラーリ 056 2.4L V8         | P                           | 16                          | 小林可夢偉                       | 44                          | 7位                         |
| 2011                                                            | ザウバーF1チーム                                                                | C30                         | フェラーリ 056 2.4L V8         | P                           | 17                          | セルジオ・ペレス                 | 44                          | 7位                         |
| 2011                                                            | ザウバーF1チーム                                                                | C30                         | フェラーリ 056 2.4L V8         | P                           | 17                          | ペドロ・デ・ラ・ロサ             | 44                          | 7位                         |
| 2012                                                            | ザウバーF1チーム                                                                | C31                         | フェラーリ 056 2.4L V8         | P                           | 14                          | 小林可夢偉                       | 126                         | 6位                         |
| 2012                                                            | ザウバーF1チーム                                                                | C31                         | フェラーリ 056 2.4L V8         | P                           | 15                          | セルジオ・ペレス                 | 126                         | 6位                         |
| 2013                                                            | ザウバーF1チーム                                                                | C32                         | フェラーリ 056 2.4L V8         | P                           | 11                          | ニコ・ヒュルケンベルグ           | 57                          | 7位                         |
| 2013                                                            | ザウバーF1チーム                                                                | C32                         | フェラーリ 056 2.4L V8         | P                           | 12                          | エステバン・グティエレス         | 57                          | 7位                         |
| 2014                                                            | ザウバーF1チーム                                                                | C33                         | フェラーリ 059/3 1.6L V6 t     | P                           | 99                          | エイドリアン・スーティル         | 0                           | 10位                        |
| 2014                                                            | ザウバーF1チーム                                                                | C33                         | フェラーリ 059/3 1.6L V6 t     | P                           | 21                          | エステバン・グティエレス         | 0                           | 10位                        |
| 2015                                                            | ザウバーF1チーム                                                                | C34                         | フェラーリ 060 1.6L V6 t       | P                           | 9                           | マーカス・エリクソン             | 36                          | 8位                         |
| 2015                                                            | ザウバーF1チーム                                                                | C34                         | フェラーリ 060 1.6L V6 t       | P                           | 12                          | フェリペ・ナッセ                 | 36                          | 8位                         |
| 2016                                                            | ザウバーF1チーム                                                                | C35                         | フェラーリ 061 1.6L V6 t       | P                           | 9                           | マーカス・エリクソン             | 2                           | 10位                        |
| 2016                                                            | ザウバーF1チーム                                                                | C35                         | フェラーリ 061 1.6L V6 t       | P                           | 12                          | フェリペ・ナッセ                 | 2                           | 10位                        |
| 2017                                                            | ザウバーF1チーム                                                                | C36                         | フェラーリ 061 1.6L V6 t       | P                           | 9                           | マーカス・エリクソン             | 5                           | 10位                        |
| 2017                                                            | ザウバーF1チーム                                                                | C36                         | フェラーリ 061 1.6L V6 t       | P                           | 36                          | アントニオ・ジョヴィナッツィ     | 5                           | 10位                        |
| 2017                                                            | ザウバーF1チーム                                                                | C36                         | フェラーリ 061 1.6L V6 t       | P                           | 94                          | パスカル・ウェーレイン           | 5                           | 10位                        |
| 2018                                                            | アルファロメオ・ザウバーF1チーム                                                | C37                         | フェラーリ 062 EVO 1.6L V6 t   | P                           | 9                           | マーカス・エリクソン             | 48                          | 8位                         |
| 2018                                                            | アルファロメオ・ザウバーF1チーム                                                | C37                         | フェラーリ 062 EVO 1.6L V6 t   | P                           | 16                          | シャルル・ルクレール             | 48                          | 8位                         |
| 2019年 - 2023年の成績についてはアルファロメオ・レーシングを参照 |                                                                                 |                             |                                |                             |                             |                                  |                             |                             |
| キック・ザウバー（2024年 - 2025年）                             |                                                                                 |                             |                                |                             |                             |                                  |                             |                             |
| 2024                                                            | ステークF1チーム・キック・ザウバー キック・ザウバーF1チーム                     | C44                         | フェラーリ 066/12 1.6L V6 t    | P                           | 77                          | バルテリ・ボッタス               | 4                           | 10位                        |
| 2024                                                            | ステークF1チーム・キック・ザウバー キック・ザウバーF1チーム                     | C44                         | フェラーリ 066/12 1.6L V6 t    | P                           | 24                          | 周冠宇                           | 4                           | 10位                        |
| 2025                                                            | ステークF1チーム・キック・ザウバー キック・ザウバーF1チーム                     | C45                         | フェラーリ 066/15 1.6L V6 t    | P                           | 27                          | ニコ・ヒュルケンベルグ           | 51*                         | 7位*                        |
| 2025                                                            | ステークF1チーム・キック・ザウバー キック・ザウバーF1チーム                     | C45                         | フェラーリ 066/15 1.6L V6 t    | P                           | 5                           | ガブリエル・ボルトレト           | 51*                         | 7位*                        |

- * - 今シーズンの順位（現時点）。

## 車両ギャラリー

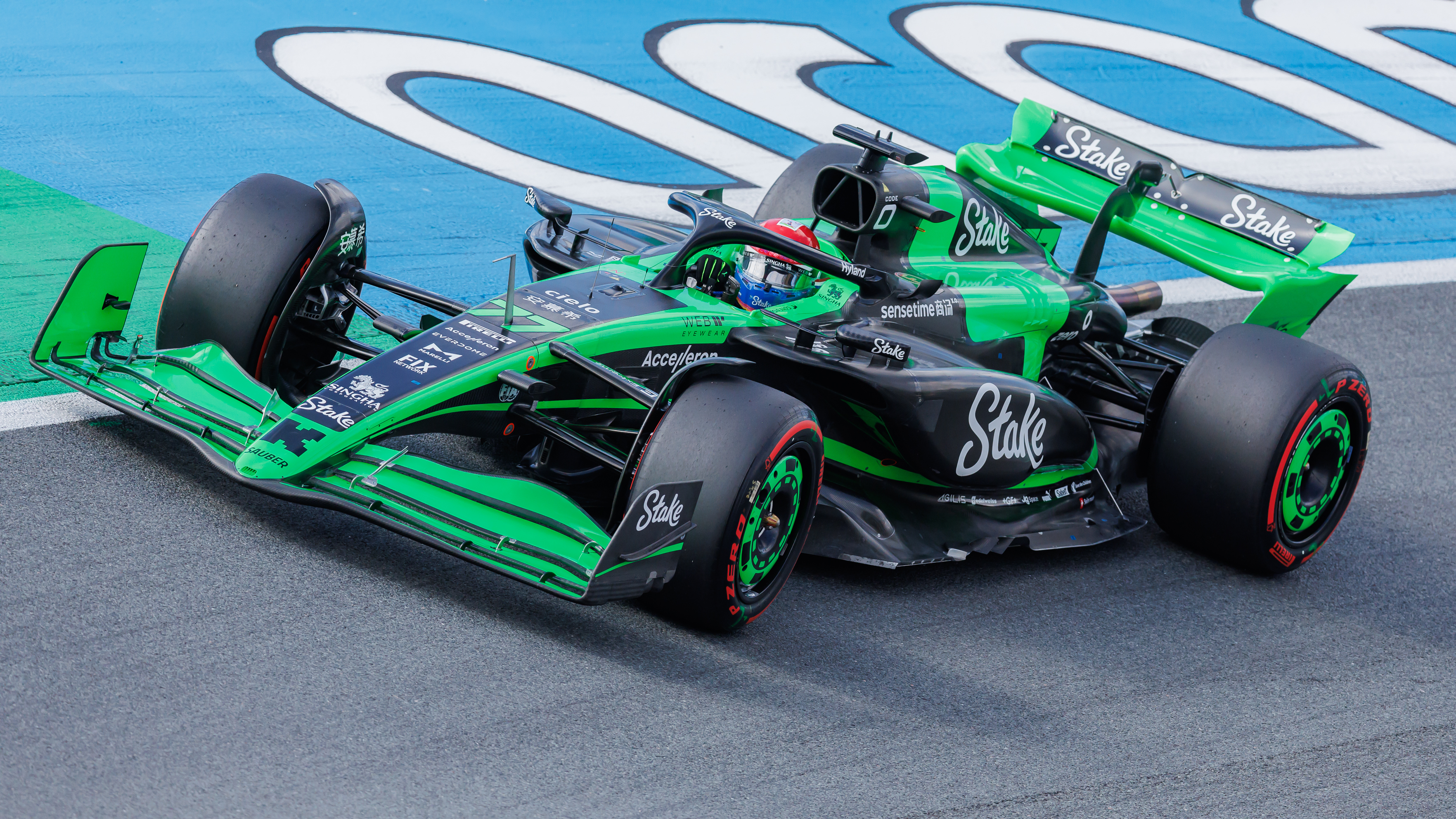
C44 フェラーリ

- ノーマルノーズ型（1993年 - 1994年）

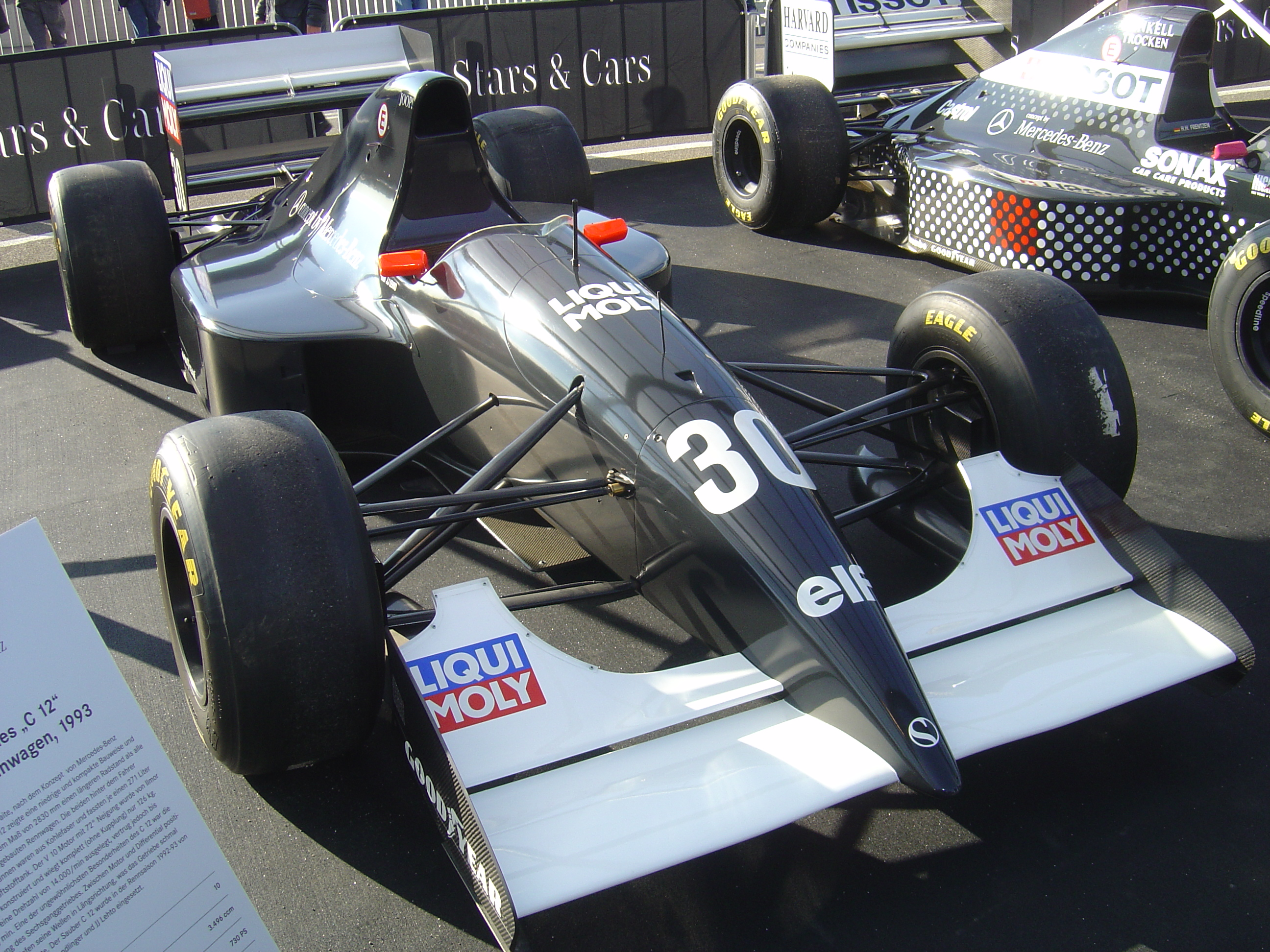
C12 イルモア
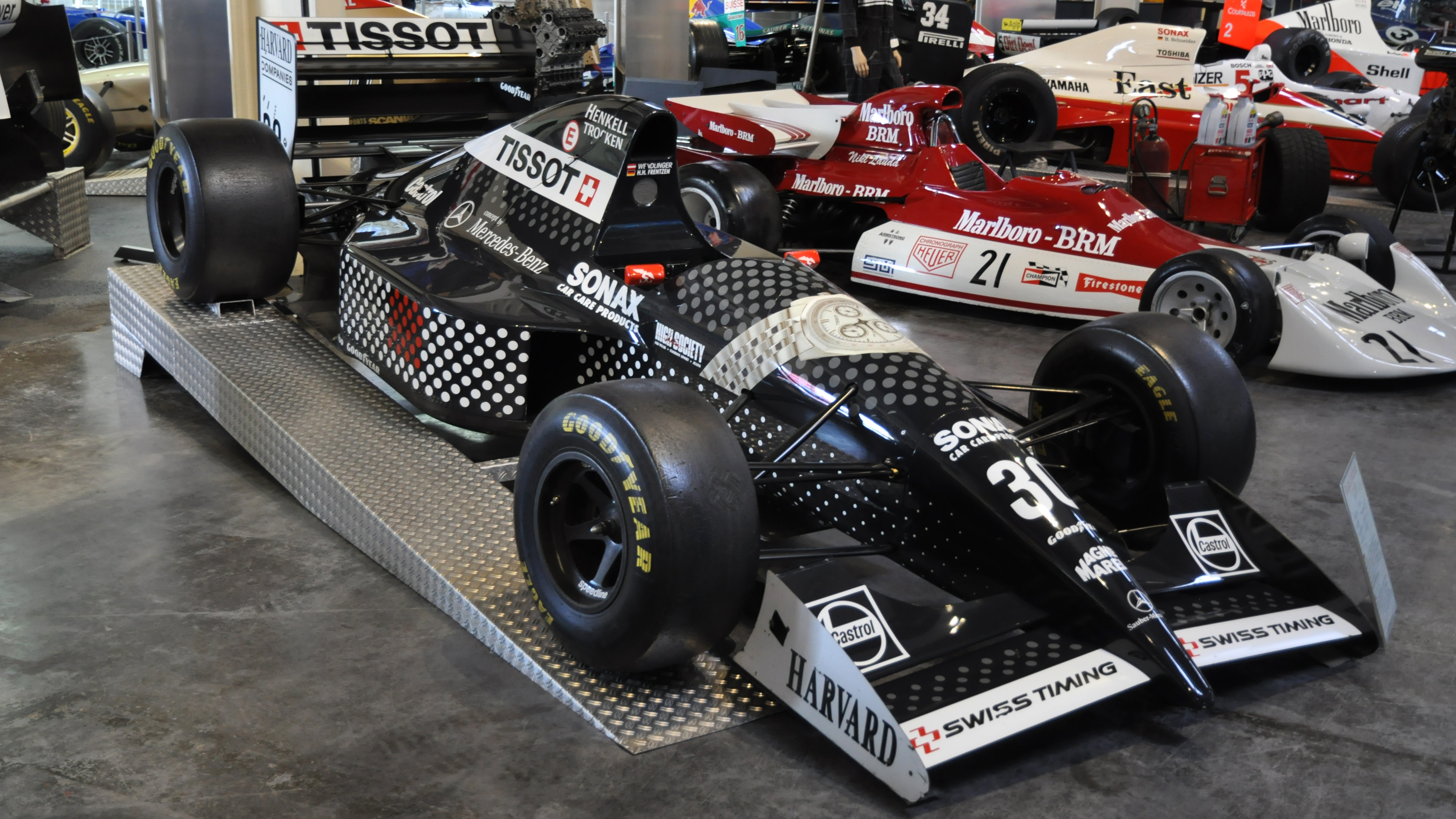
C13 メルセデス

- ハイノーズ型（1995年 - 2005年, 2010年 - 2013年）

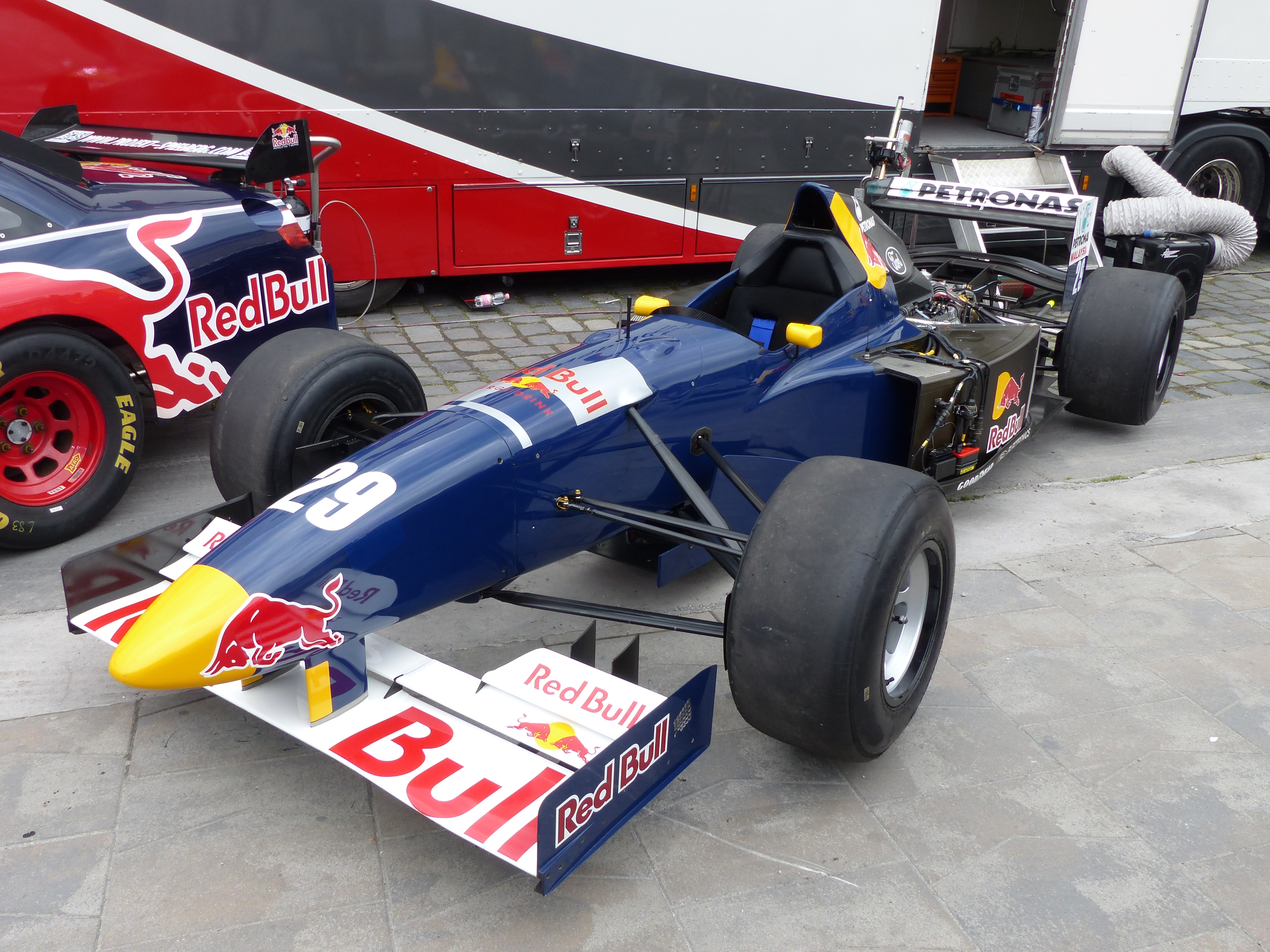
C14 フォード
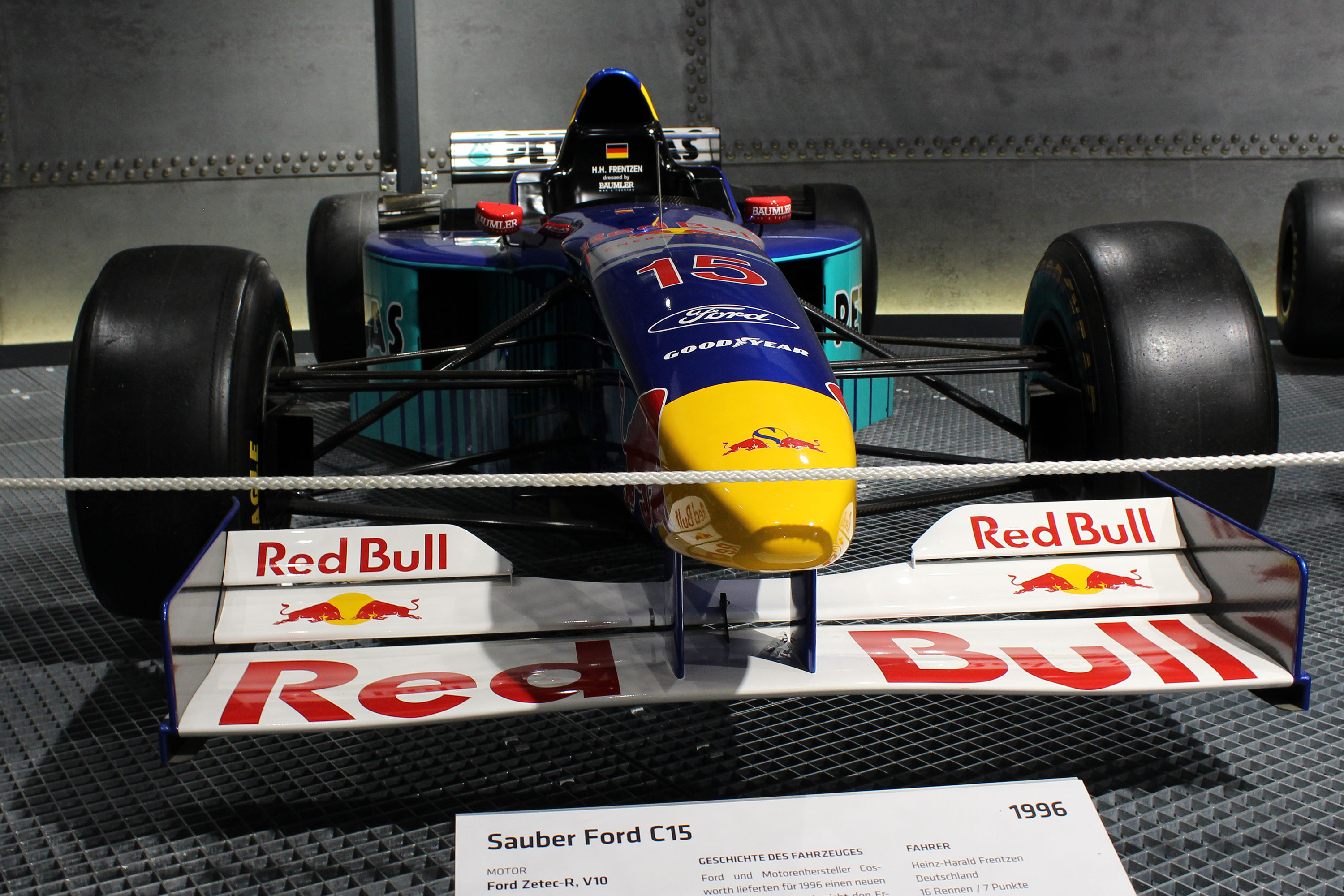
C15 フォード
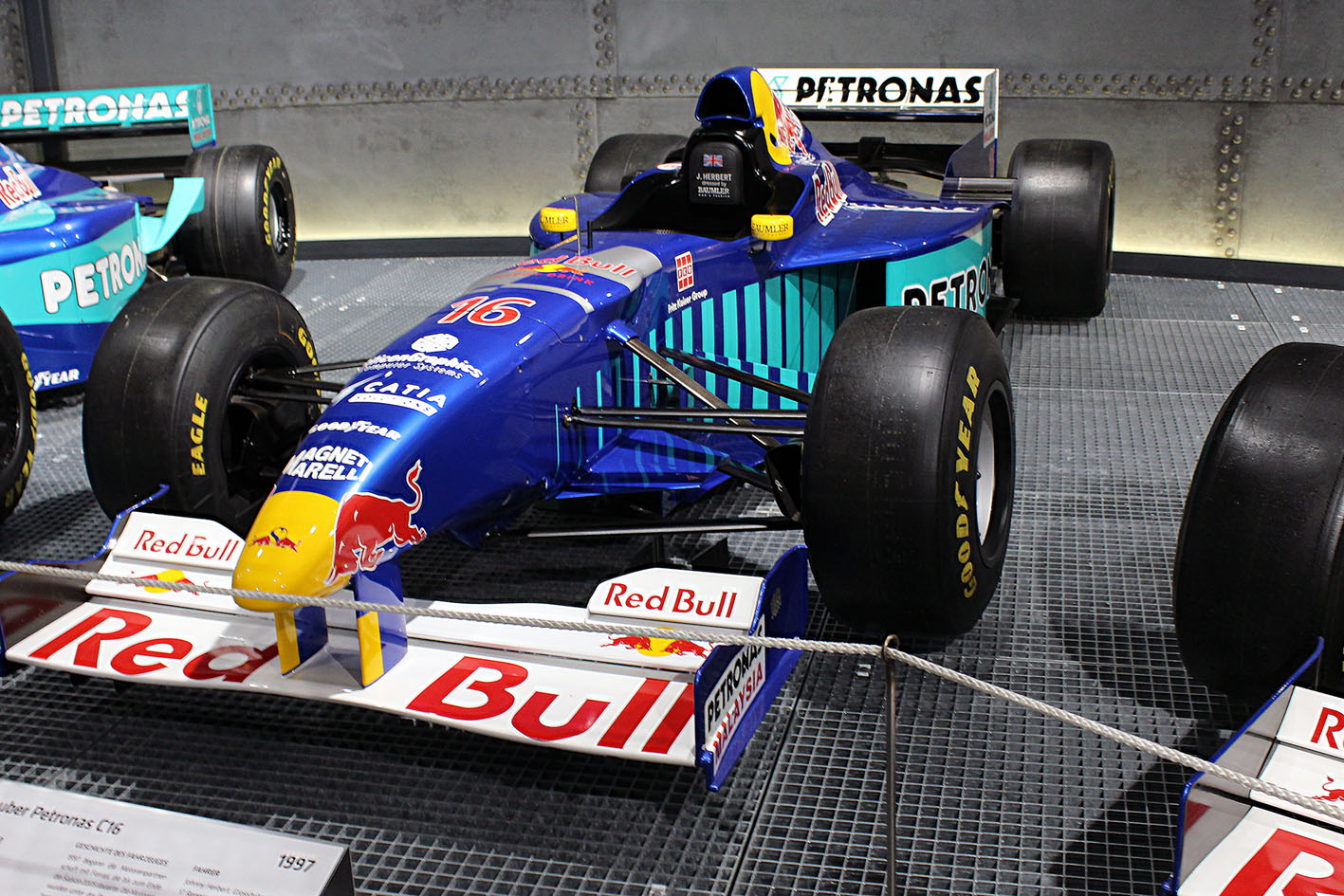
C16 ペトロナス
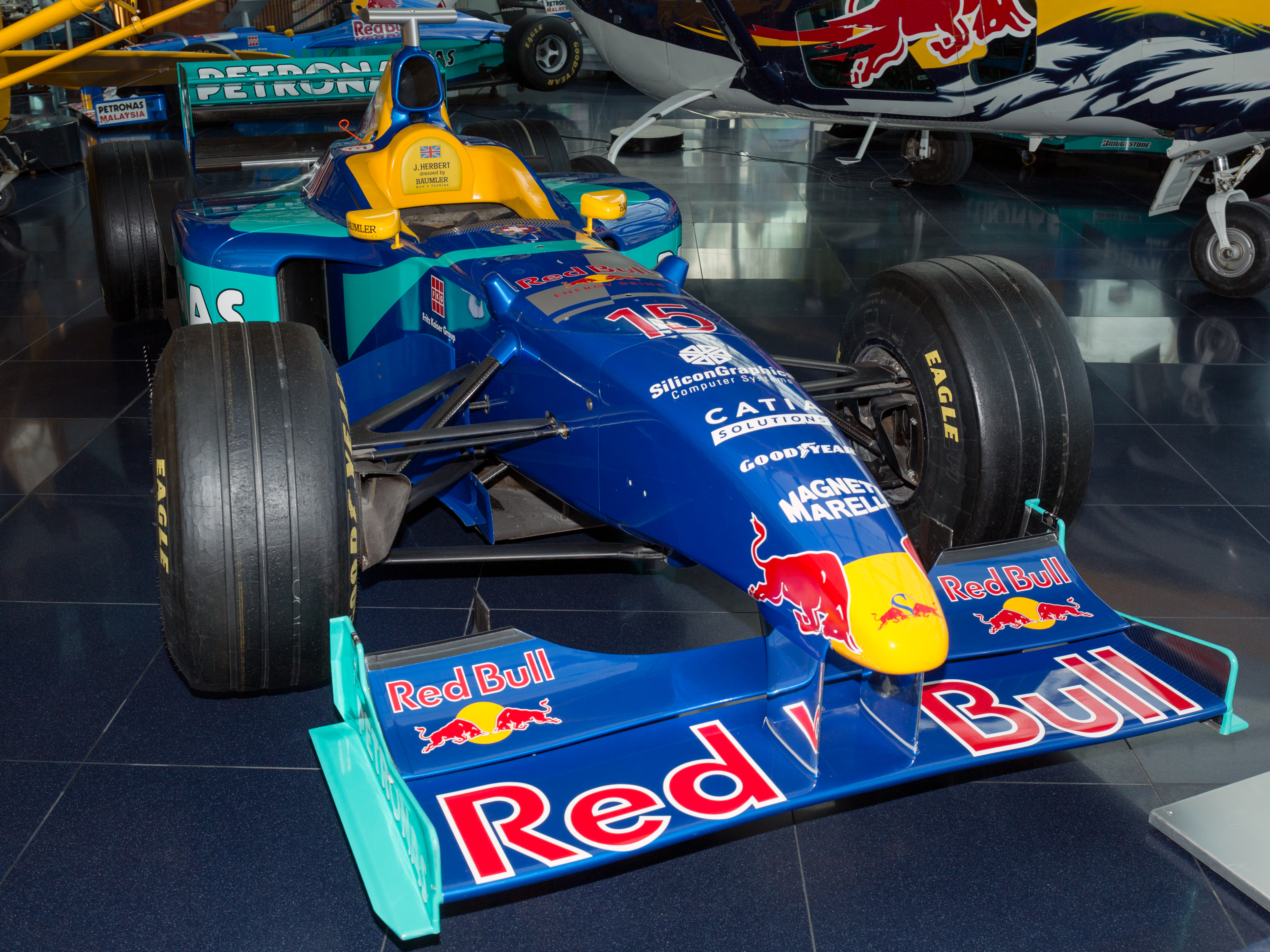
C17 ペトロナス
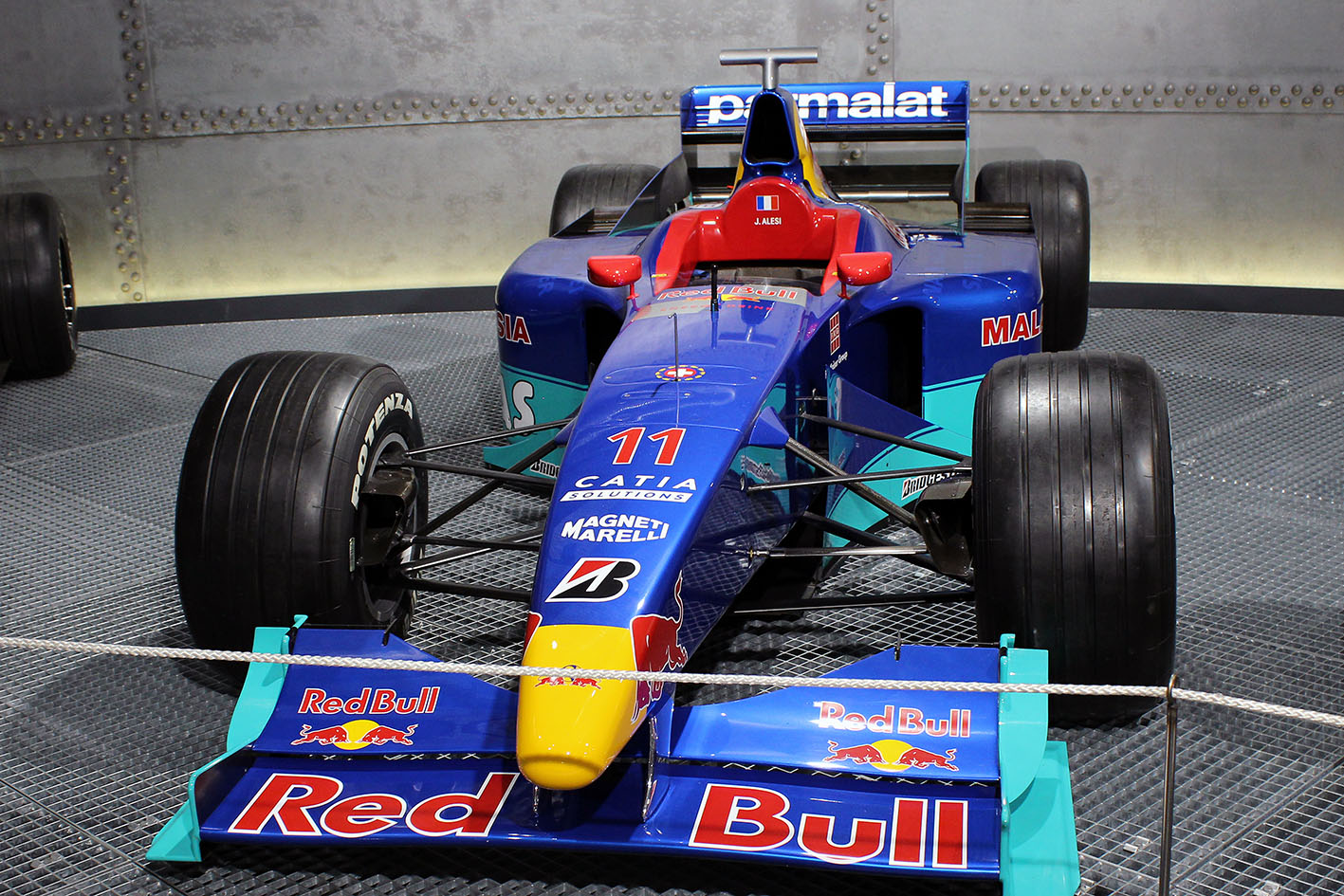
C18 ペトロナス
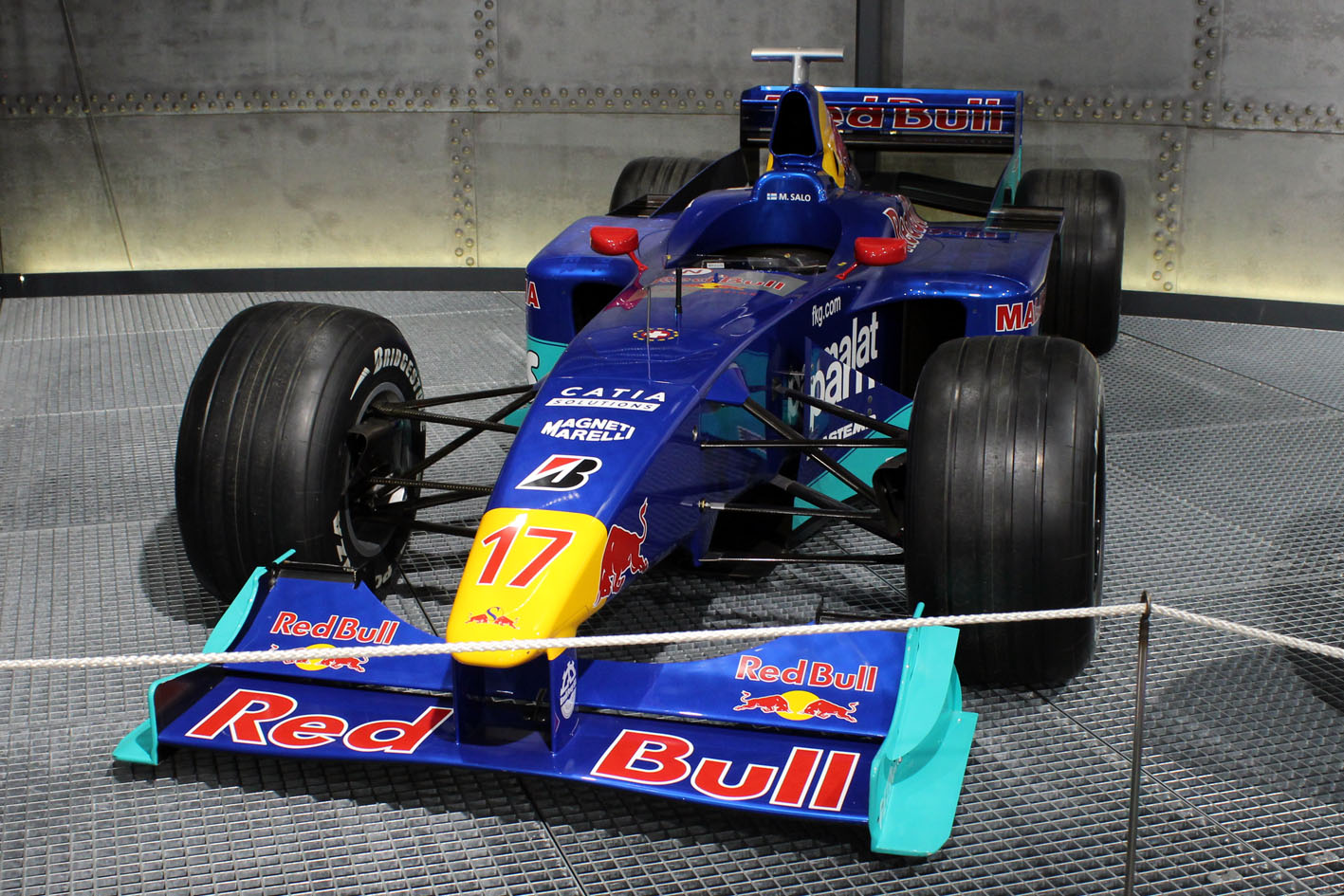
C19 ペトロナス
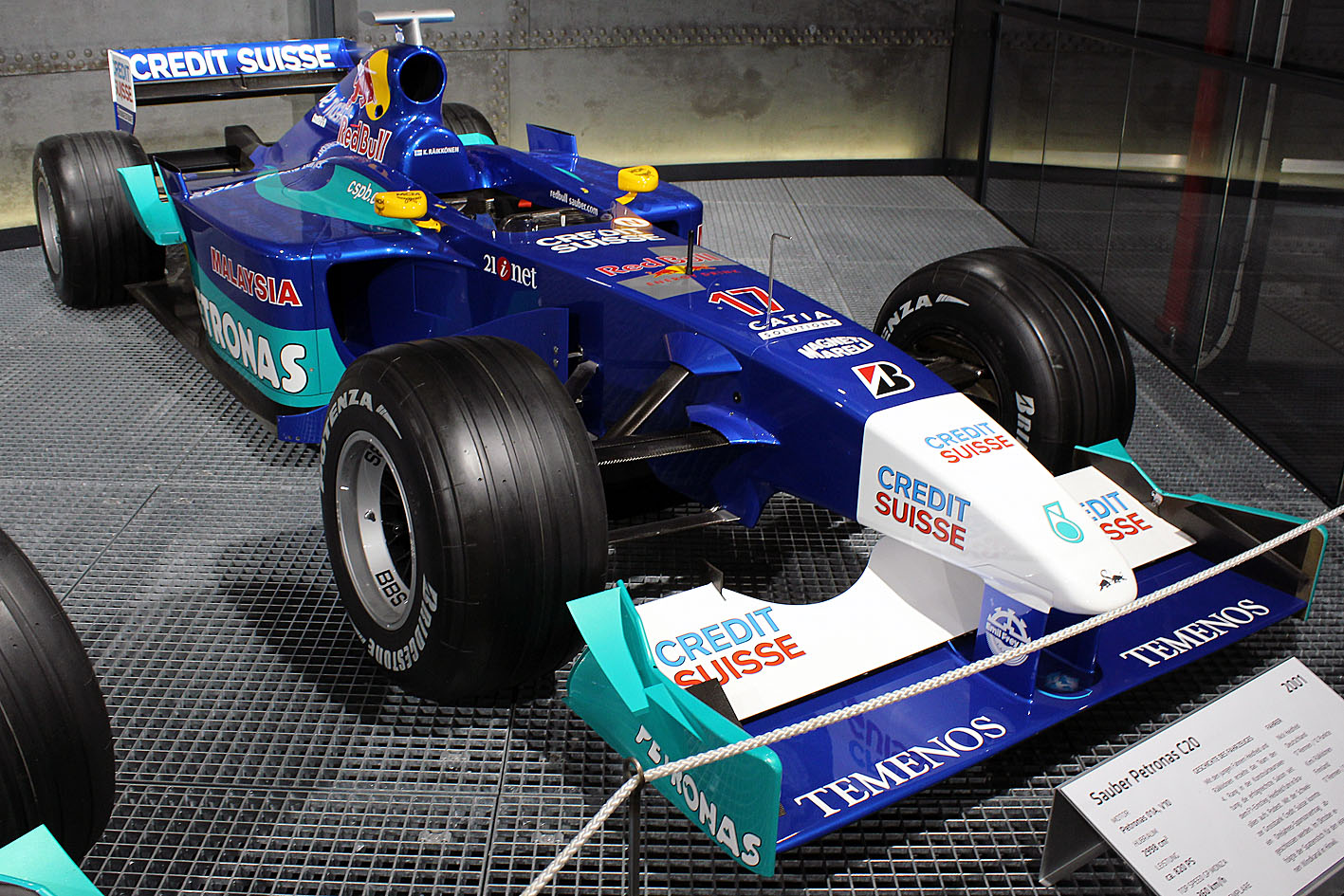
C20 ペトロナス
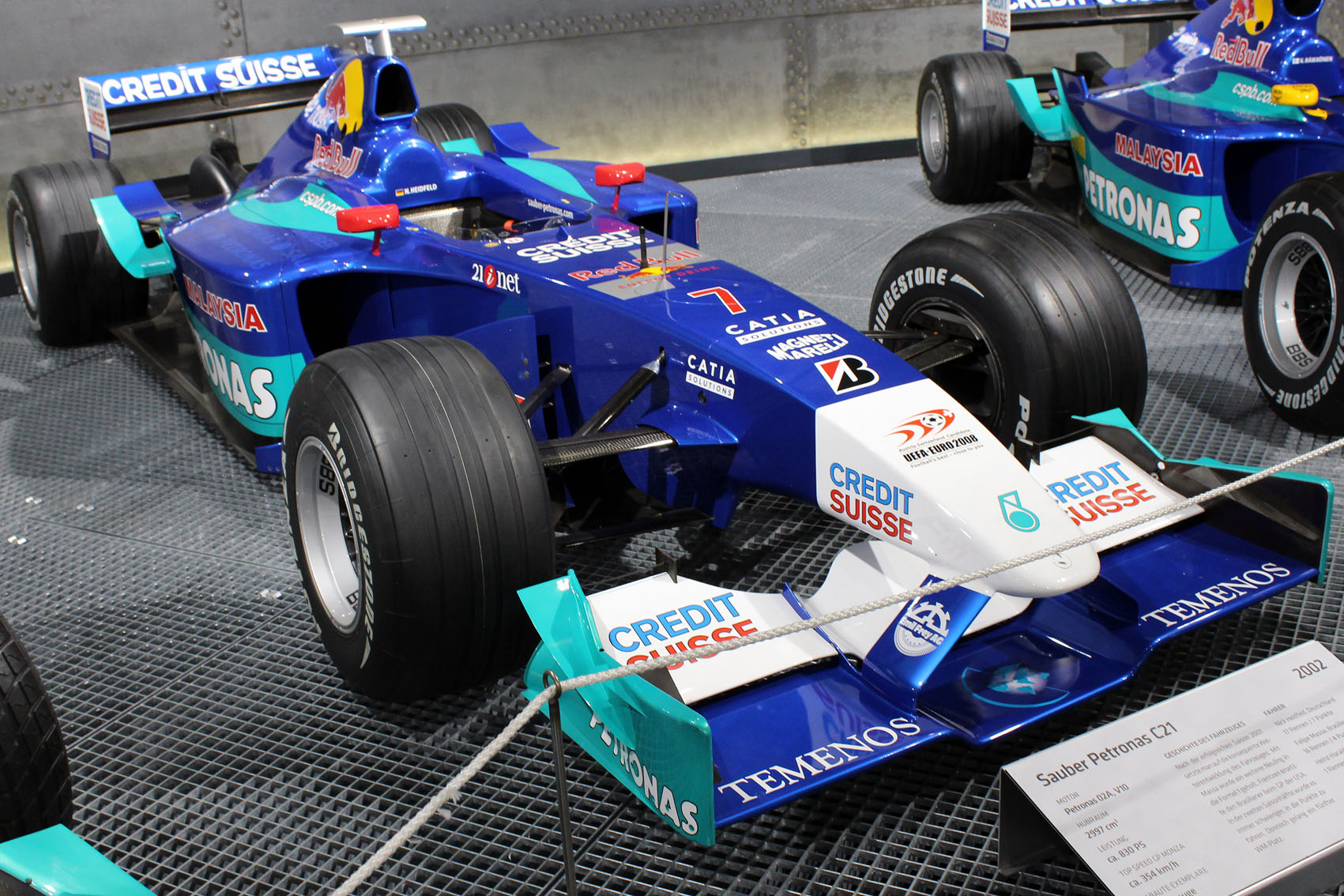
C21 ペトロナス
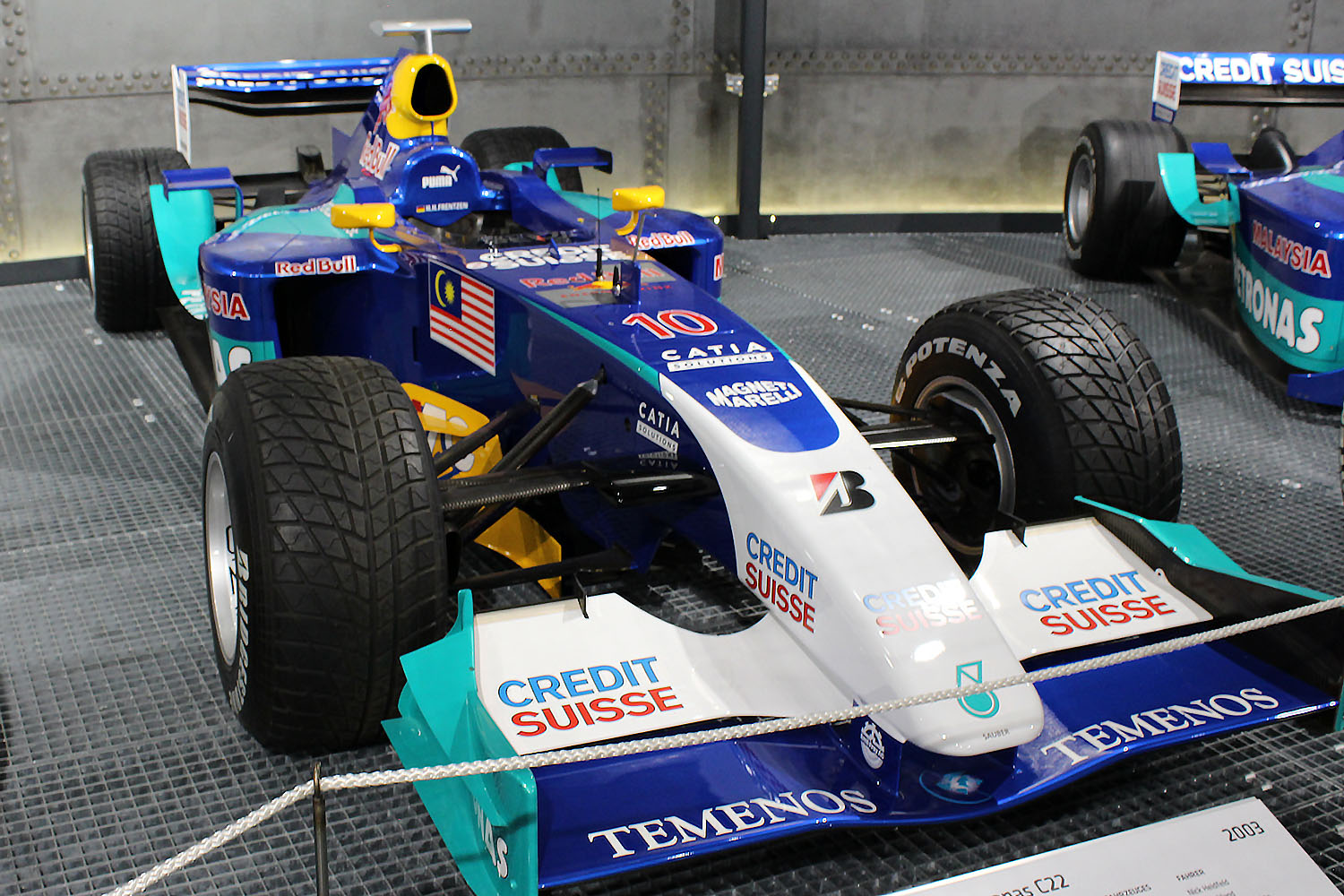
C22 ペトロナス
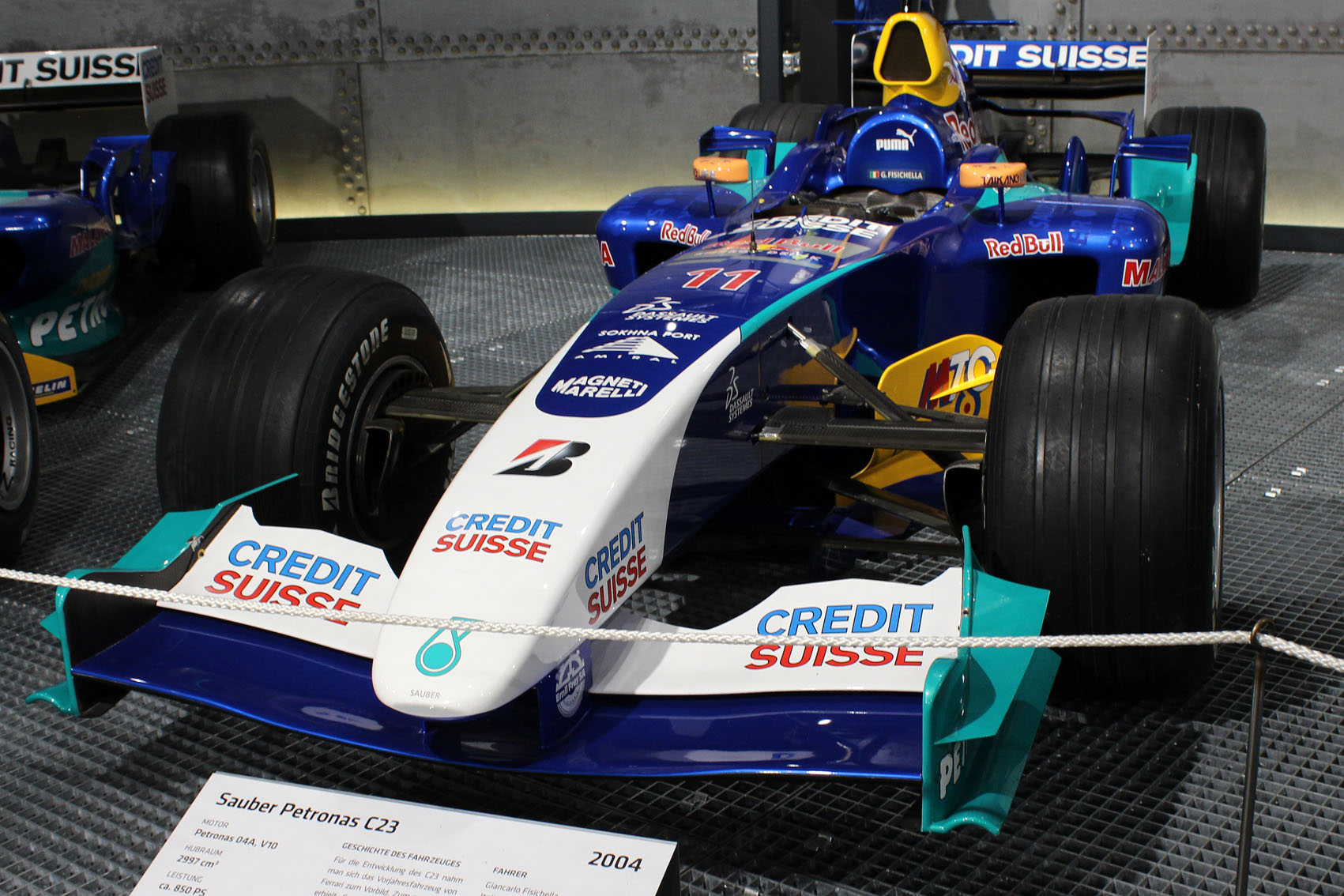
C23 ペトロナス
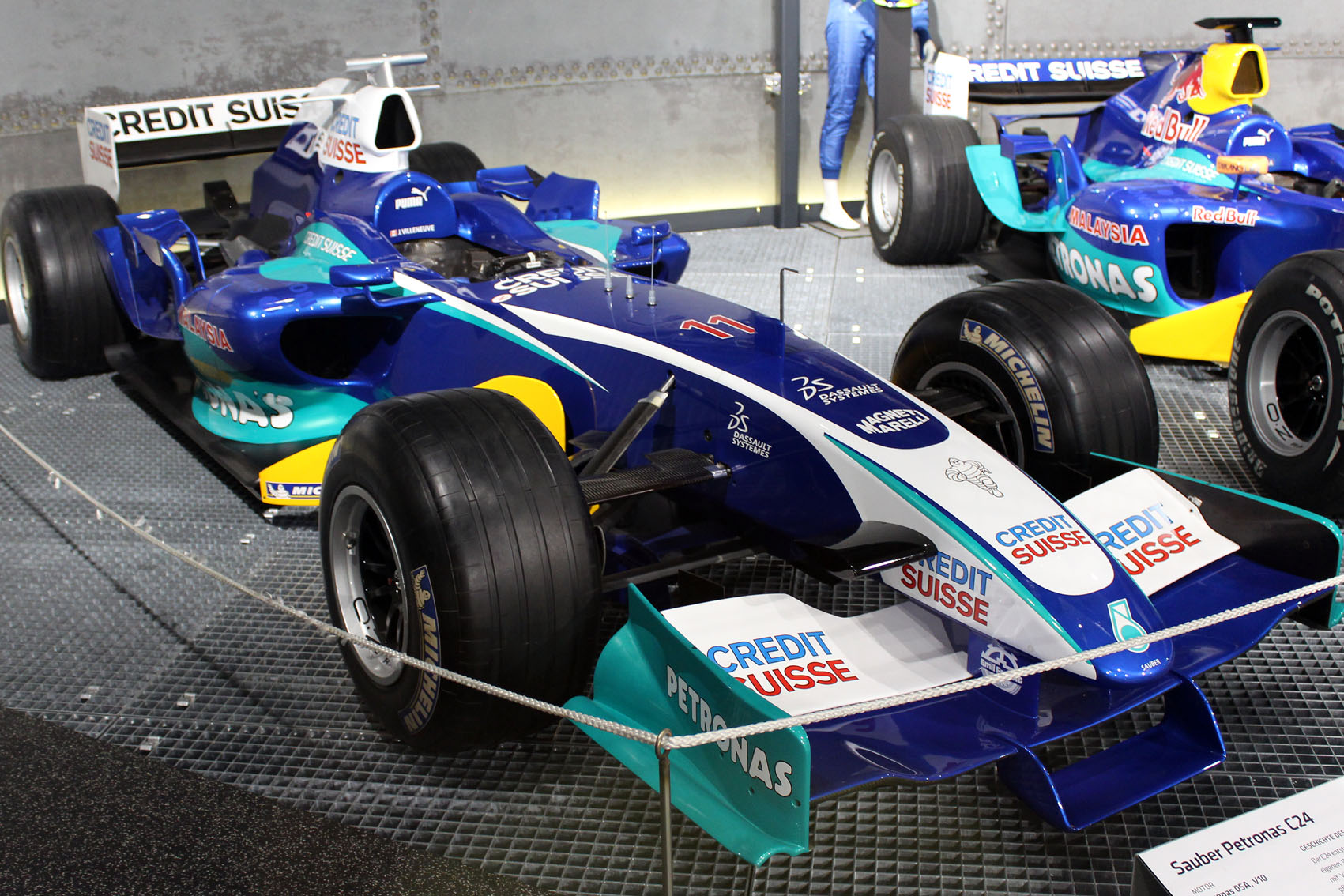
C24 ペトロナス
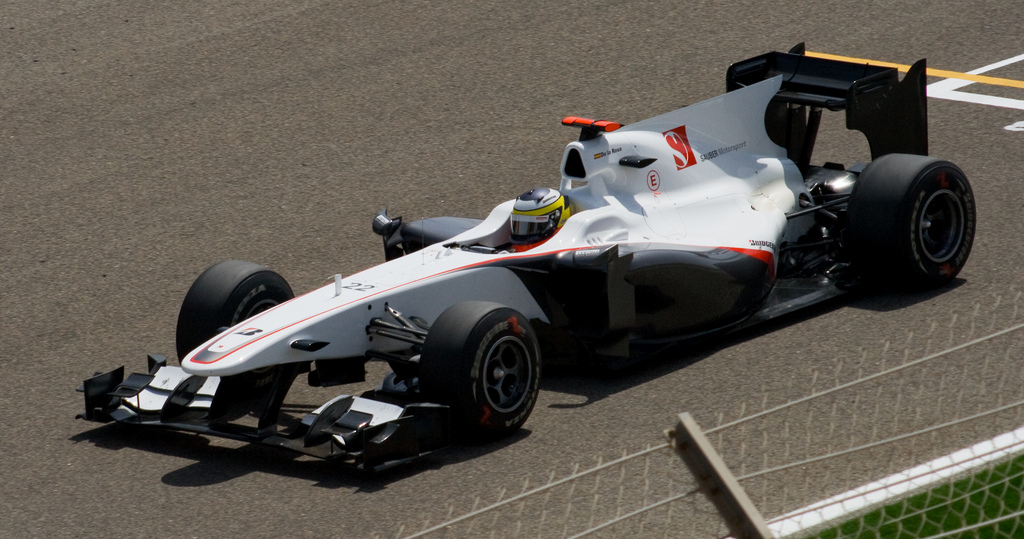
C29 フェラーリ
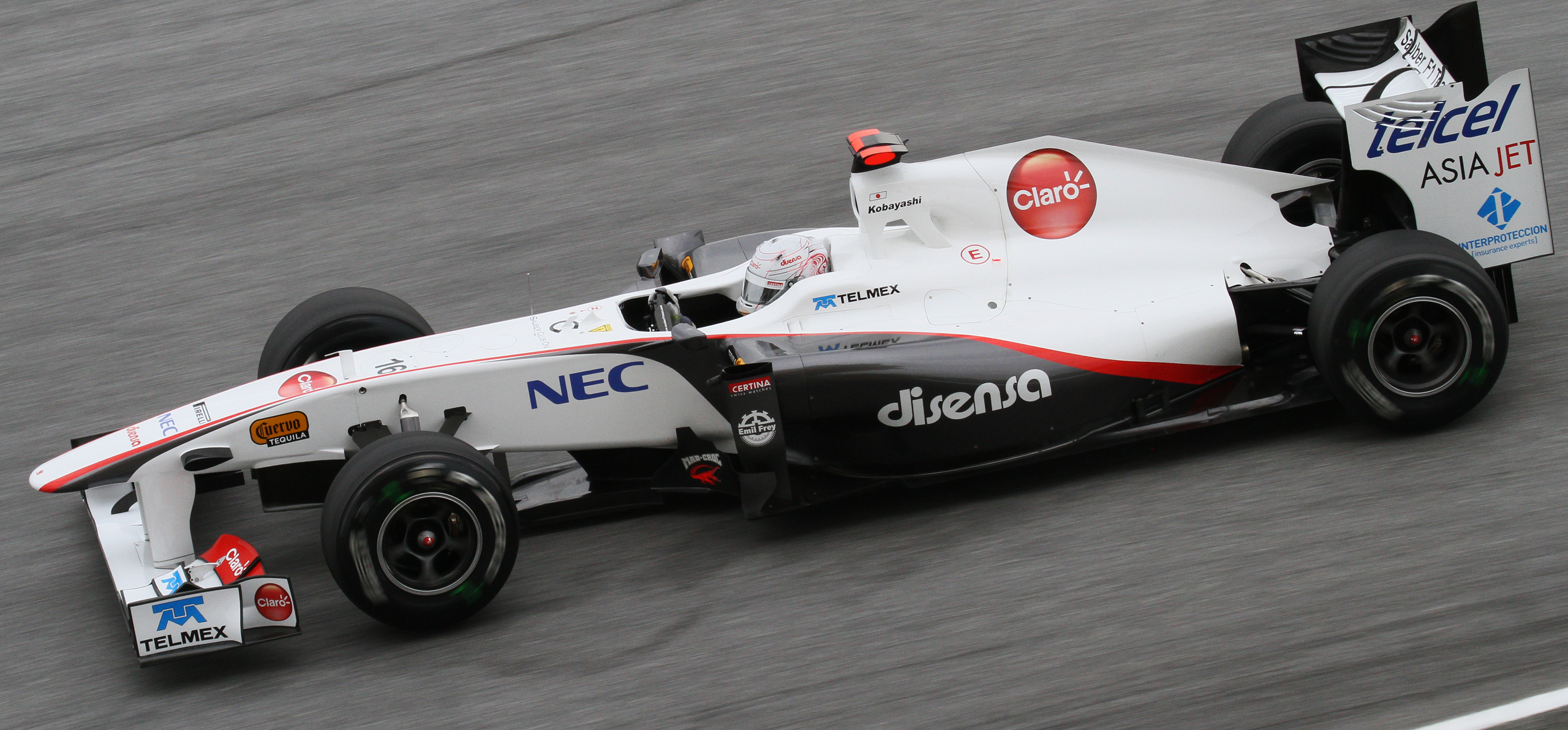
C30 フェラーリ
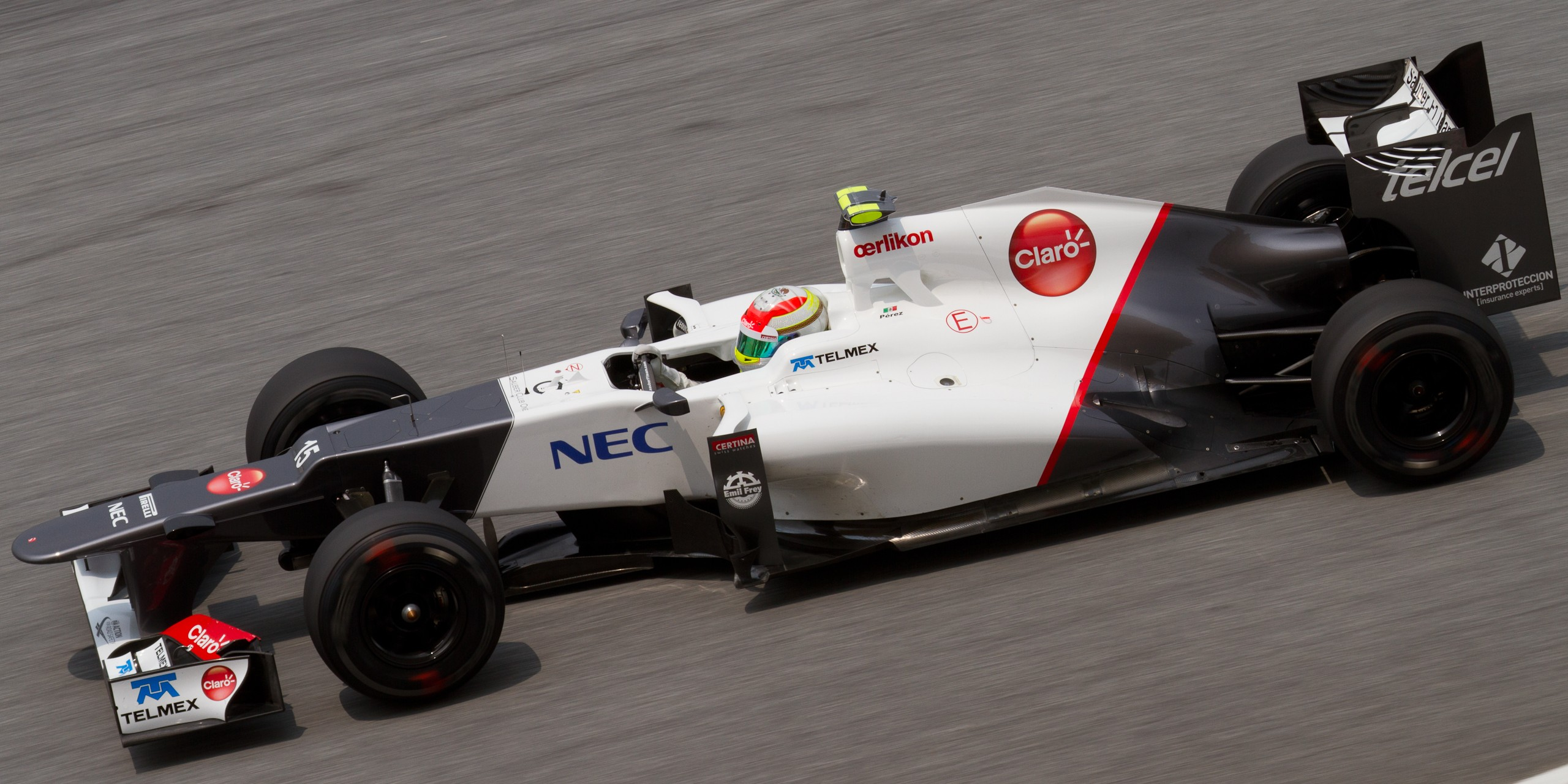
C31 フェラーリ
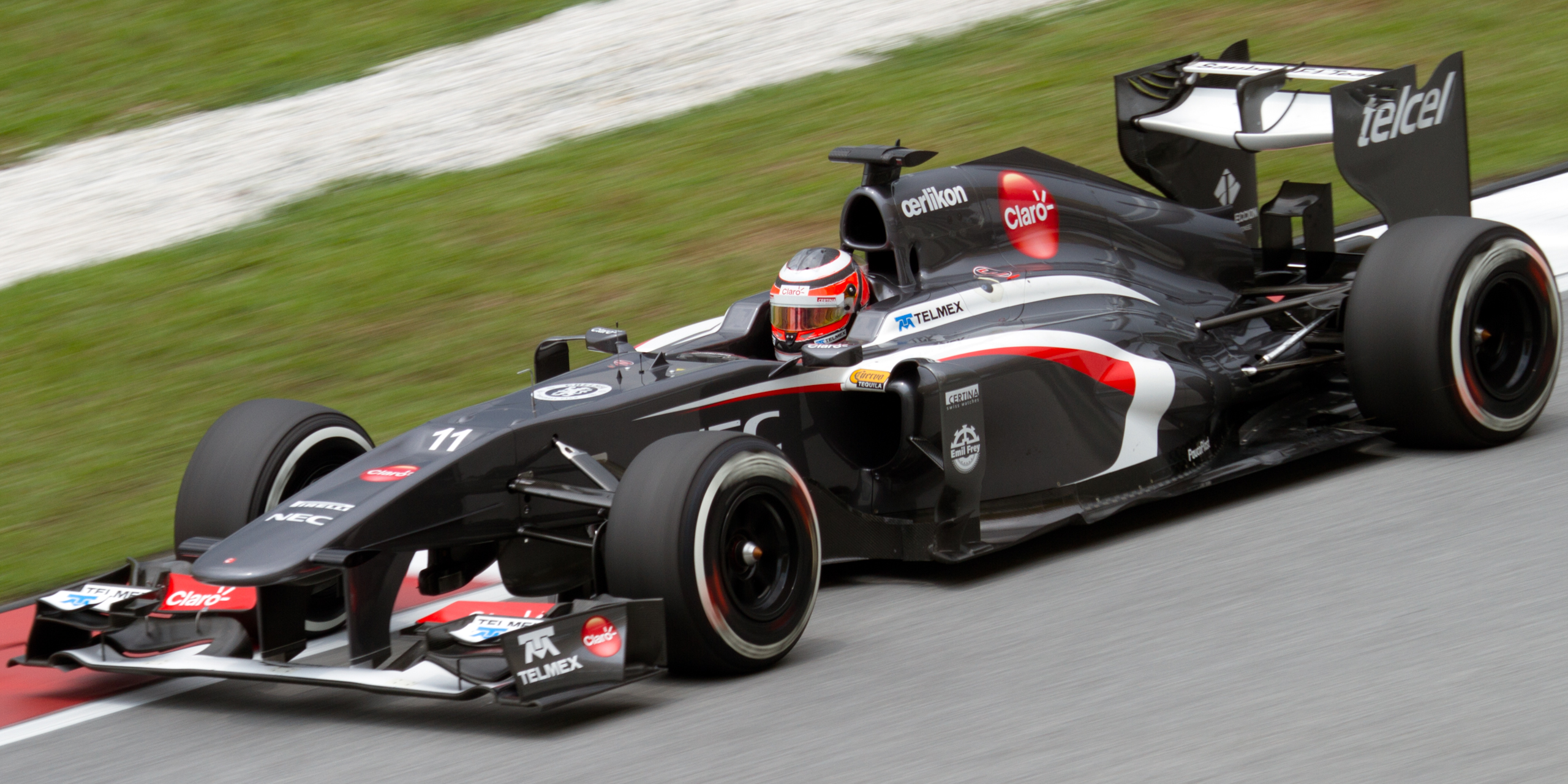
C32 フェラーリ

- パワーユニット型（2014年 - 2018年）

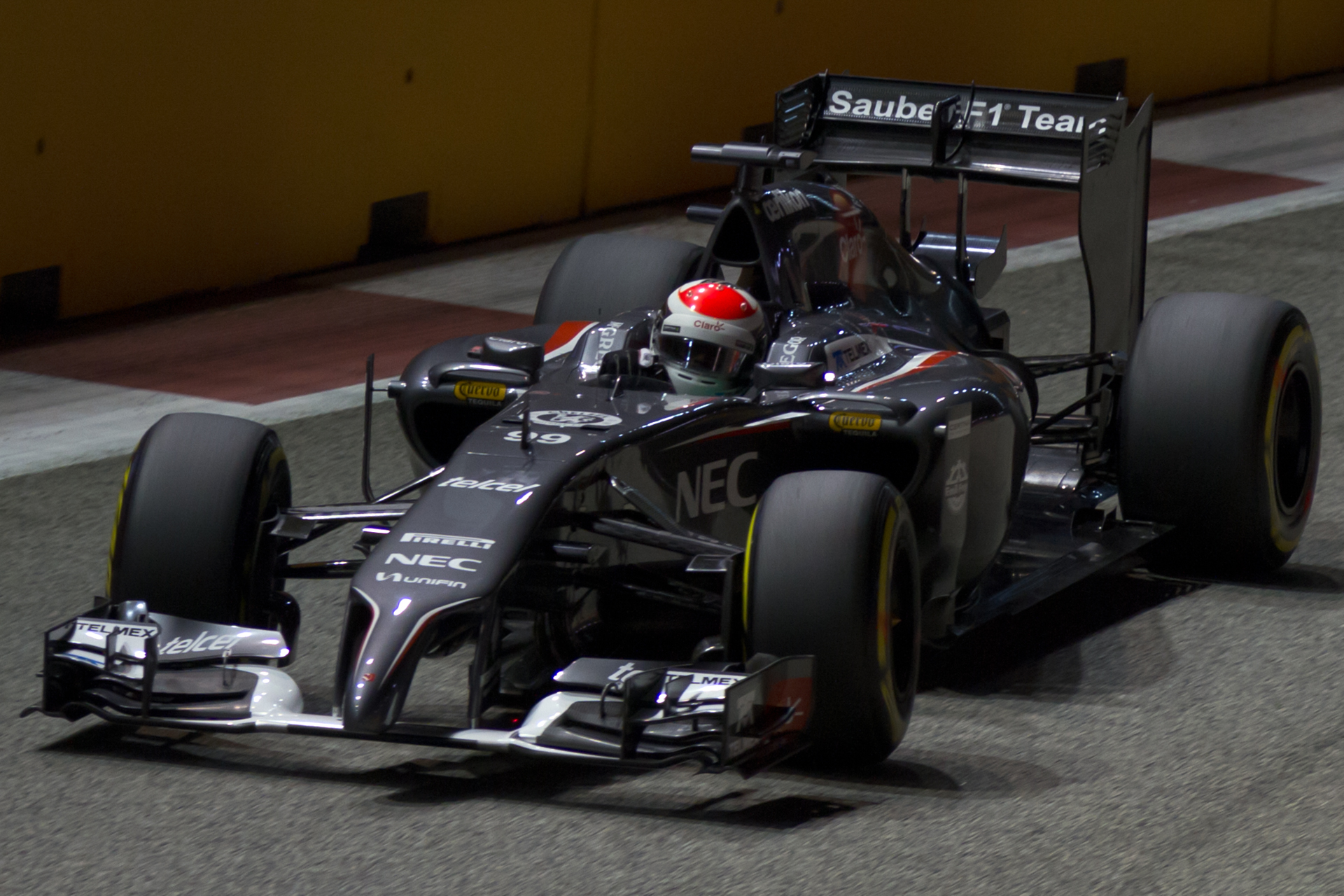
C33 フェラーリ
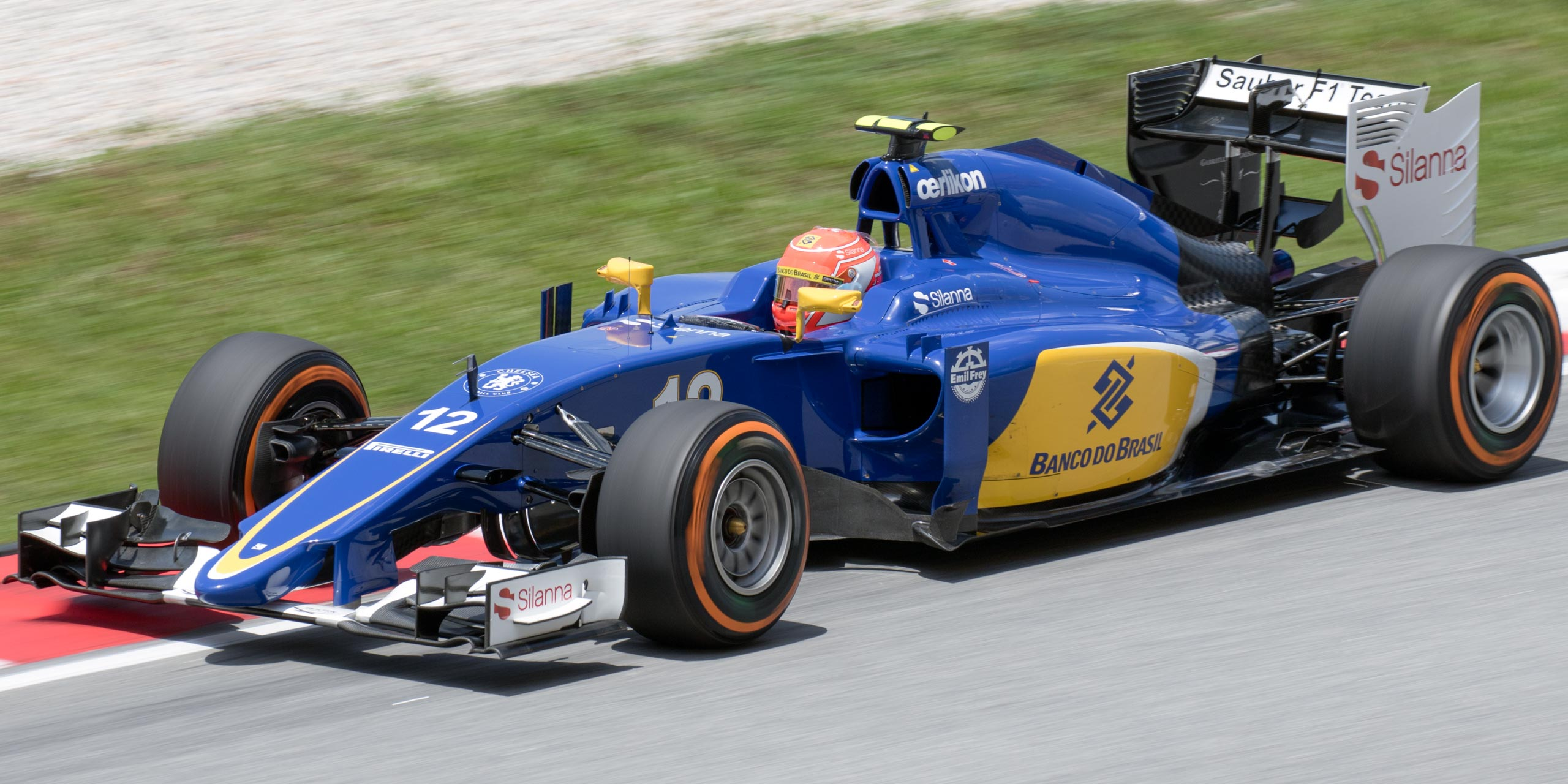
C34 フェラーリ
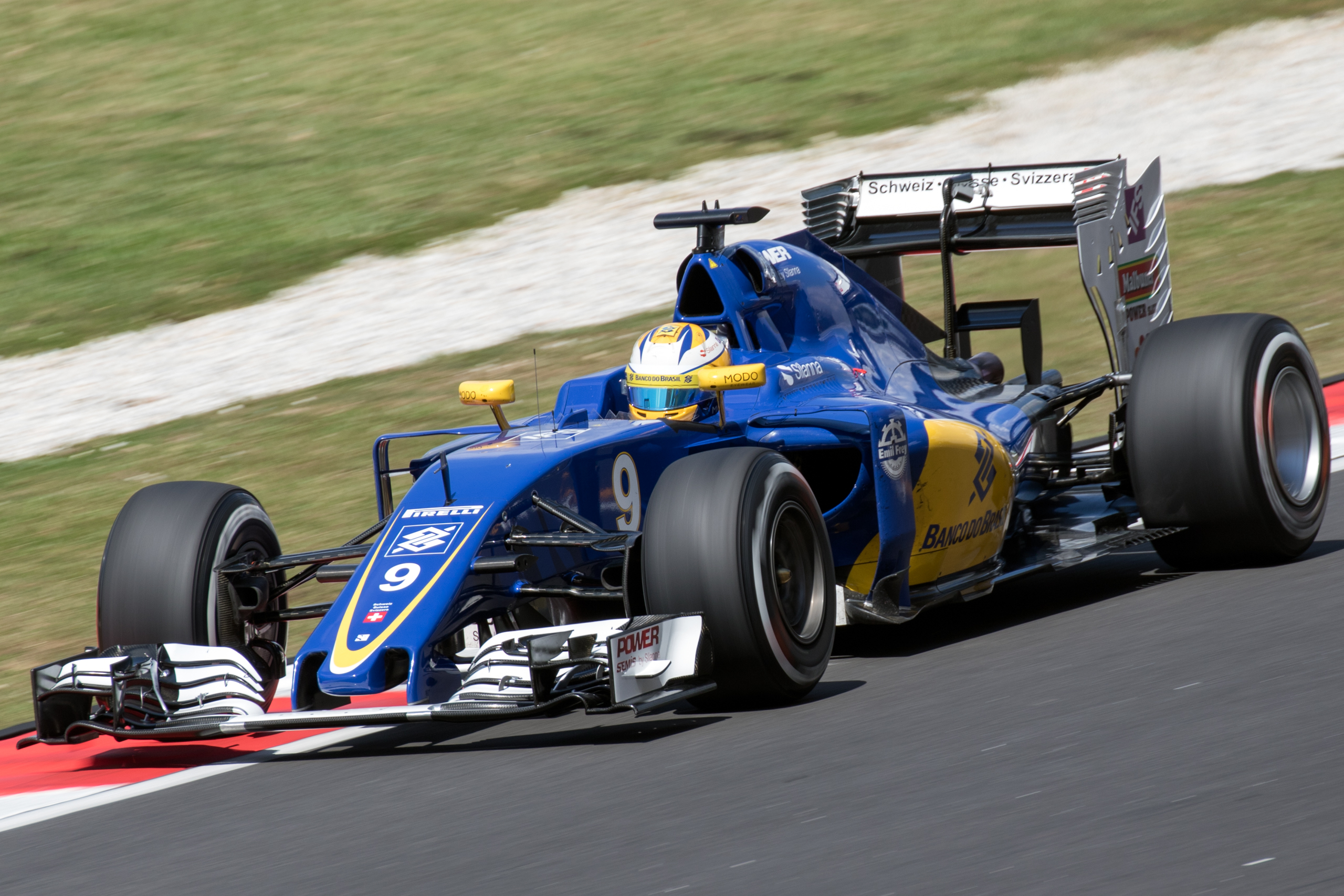
C35 フェラーリ
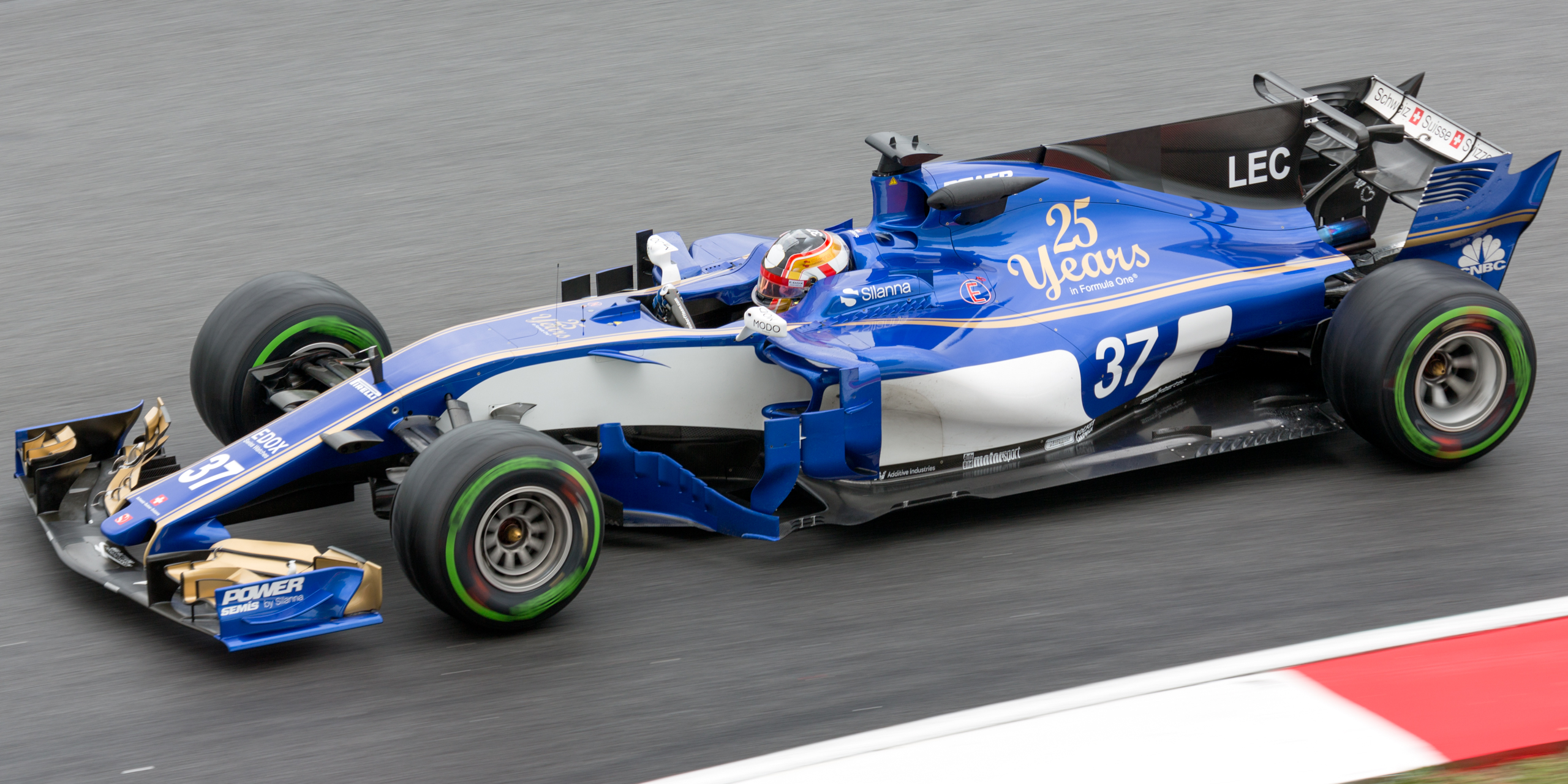
C36 フェラーリ
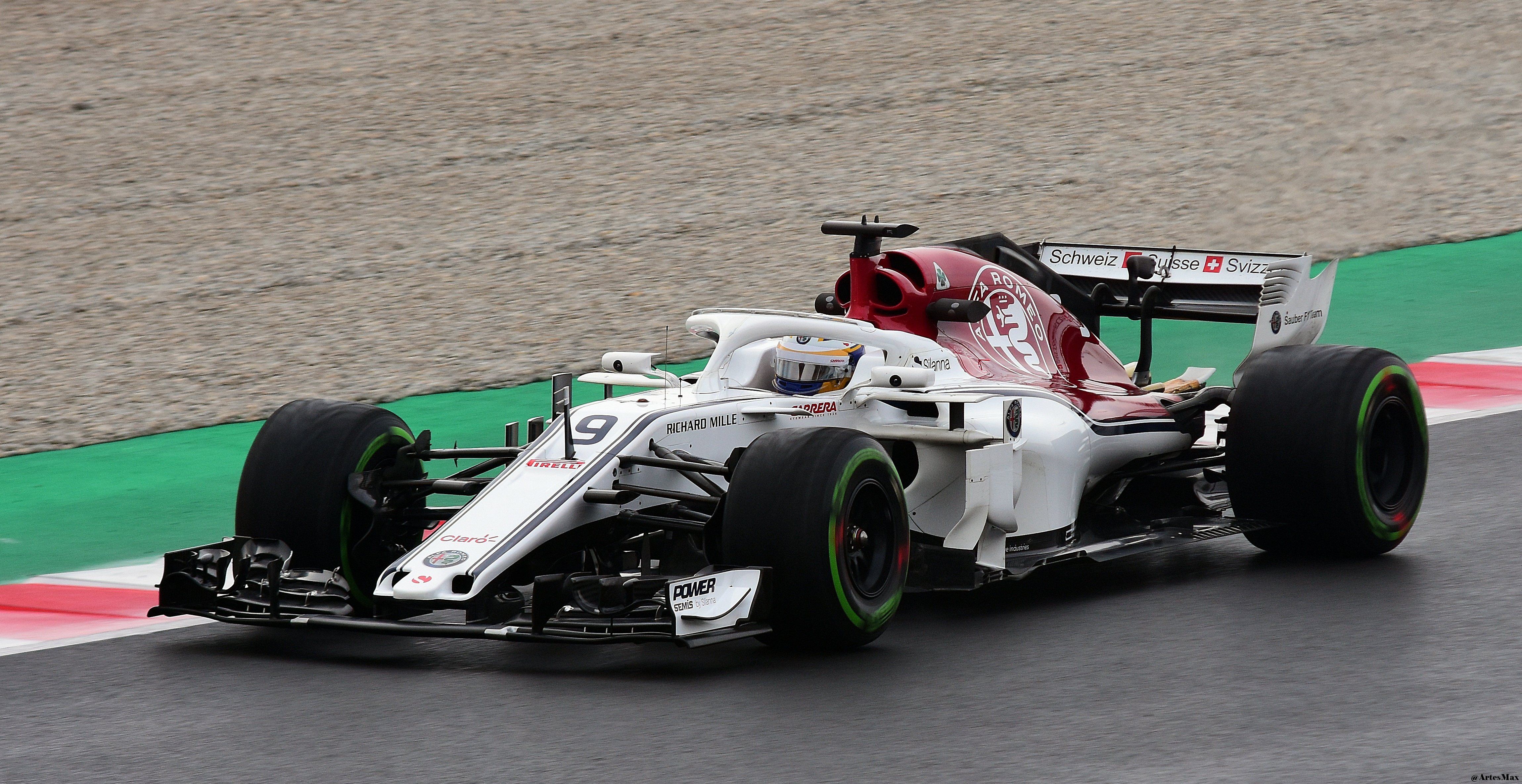
C37 フェラーリ

- グラウンドエフェクト型（2024年 - ）

- C44 フェラーリ